# Oldsmobile 88
L'Oldsmobile 88  (commercialisée à partir de 1989 sous le nom de Eighty Eight) est une automobile du constructeur américain Oldsmobile.
Dix générations sont produites de 1949 à 1999.

## Histoire

### Première génération (1949-1951)

#### Origines
Comme tous les constructeurs américains, le groupe General Motors suspend la production d'automobiles en 1942 au profit de matériels militaires et ne remet en route les chaînes d'assemblage qu'à la fin de 1945, passant directement à l'année-modèle 1946. Le développement de nouveaux modèles a également été mis en pause de sorte que les automobiles sorties d'usine après-guerre ne sont qu'une version restylée de celles produites à la fin de 1941. En 1946-48, la gamme suivante est proposée par Oldsmobile :
- Oldsmobile série 60 "Special" à châssis court et carrosserie GM "A" (partagés avec Chevrolet et Pontiac), uniquement disponibles en 1946-47 avec un six cylindres en ligne de 238 pouces3 produisant 100 ch (Oldsmobile série 66), le huit cylindres en ligne proposé jusqu'en 1942 réapparaît en 1946 (série 68 avec moteur de 257 pouces3 atteignant 110 ch) ;
- Oldsmobile série 70 "Dynamic Cruiser" à carrosserie "B" des marques de milieu de gamme, offrant les deux moteurs à six et huit cylindres ;
- Oldsmobile série 98 "Custom Cruiser" de haut de gamme à carrosserie "C" issues des Cadillacs, Buick Super et Buick Roadmaster.

General Motors introduit ses premières automobiles entièrement nouvelles en 1948 avec une nouvelle carrosserie C. La gamme Oldsmobile de 1948 est donc composée des Dynamic 66, 68, 76 et 78 encore calquées sur les modèles d'avant-guerre tandis que la nouvelle Oldsmobile 98 prend le nom de "Futuramic". Son moteur est encore le huit cylindres en ligne à soupapes latérales d'avant-guerre dont le taux de compression amélioré offre une puissance de 115 ch. Partant des travaux du bureau de recherche de GM dirigé par Charles Franklin Kettering, les ingénieurs d'Oldsmobile sont alors en train de préparer la nouvelle génération de moteurs, créant un V8 plus léger et efficient qui entrera sur le marché quelques mois après le nouveau V8 Cadillac issus du même projet. Les plans d'origine prévoyaient d'utiliser uniquement ce moteur pour les Oldsmobile 98. En cours de route, ce projet est amendé pour combiner ce moteur à la carrosserie des nouvelles Oldsmobile d'entrée de gamme.[réf. nécessaire]

#### Lancement
La gamme Oldsmobile de 1949 a été fortement revue : la série 60 disparaît complètement. Comme GM n'a plus de carrosserie "B", les nouvelles Oldsmobiles partagent la carrosserie "A" des nouvelles Chevrolet et Pontiac. Symbolisant une montée en gamme, les nouveaux modèles sont dénommés "76" pour la version à moteur six-cylindres (dont la puissance et le volume ont été accrus) et "88" pour celle équipée du nouveau V8 "Rocket", partagé avec les Oldmobile 98, plus chères et moins répandues. L'arrivée de nouvelles carrosseries fait que toutes les versions seront appelées Futuramic, cette inscription figure sur une plaque chromée en bas de caisse sur les modèles équipées d'une transmission automatique.
Ce V8, dans sa version de 1949, atteint 135 ch avec une cylindrée de 303 pouces3 et un taux de compression légèrement supérieur au moteur en ligne qu'il remplace. Alors que les transmissions manuelles sont encore fort répandues (certaines marques n'ayant pas du tout de boîte automatique), le couple du nouveau trop élevé fait que toutes les "88" de 1949 sont équipées d'une boîte automatique Hydramatic. En 1950, Oldsmobile mettra à disposition du public une boîte manuelle issue de Cadillac.
À l'exception de Ford et Mercury, qui ont fait du moteur V8 flathead leur fonds de commerce depuis les années 1930, les Oldsmobile 88 sont les autos à moteur V8 les plus abordables disponibles sur le marché en 1949 et leur rapport poids-puissance est largement supérieur aux Fords ainsi qu'aux voitures concurrentes encore équipées de moteurs en ligne d'avant-guerre. Lors d'essais menés par le magazine Motor Trend, le 0 à 60 mph est abattu en 12,2 secondes ce qui est une valeur fort élevée pour l'époque, légèrement supérieure aux Cadillac série 62 et Oldsmobile 98 et loin devant les modèles Chevrolet.
L'attrait immédiat du public et des coureurs professionnels pour les nouvelles Oldsmobiles V8 est néanmoins pondéré par leur prix : entre 2 005 $ pour la version la moins chère (coupé club) en finition de base, 220 de plus pour le modèle le plus commun (berline 4 portes Deluxe) et 2 400 pour le cabriolet qui est la version la plus chère exception faite des rares breaks aux coûts de fabrication plus importants, dont les 3 100 $ dépassent l'ensemble des modèles Oldsmobile 98. À titre de comparaison, ces valeurs sont de 1 645 et 2 040 pour le coupé et le cabriolet Oldsmobile 76,. En 1949, le total des ventes du modèle 88, toutes versions confondues est de 99 276, un chiffre légèrement supérieur aux 95 556 Oldsmobile 76 mais aussi aux 92 878 Oldsmobile 98.
Les modèles suivants (en version de base ou Deluxe) sont au catalogue en 1949 et 1950, à la fois comme série 76 et 88 :
- coupé "Club" deux portes (ce modèle ne figure pas dans les premières brochures[13]) ;
- berline deux portes, uniquement en 1950 ;
- berline "Club" (fastback) ;
- berline "Town Sedan" (fastback), uniquement en 1949 ;
- coupé hardtop Deluxe "Holiday", uniquement en 1950 ;
- cabriolet deux portes Deluxe ;
- break quatre portes, Deluxe en 1949, également produit en version de base l'année suivante.

L'année-modèle 1950 introduit une calandre révisée, un pare-brise sans montant central (au milieu de l'année) et voit apparaître une version coupé hardtop "Holiday", fort similaire aux Chevrolet Styleline Bel Air, dans la série 88. À l'inverse, le style fastback est en perte de vitesse : il n'y a plus Town Sedan. Le succès des Oldsmobile 88 dû à ses performances hors du commun s'exprime désormais pleinement et se traduit par des totaux de production sans commune mesure avec ceux de 1949 : 257 649 Oldsmobile 88 contre 106 220 série 98. Les Oldsmobile 76 sont la série la moins produite avec 33 257 automobiles ; elles n'est plus reconduite l'année suivante et il faudra attendre 1964 pour qu'un modèle de la marque soit doté d'un autre moteur qu'un V8.
En 1951, les nouvelles Oldsmobile Super 88 ont fait leur apparition mais l'usine de Lansing continue néanmoins à assembler des 88 de base avec l'ancienne carrosserie, uniquement en coupé club et berline quatre portes, en finition de base ou Deluxe. Ce modèle à carrosserie "A" pourrait avoir disparu avant même la fin de l'année.

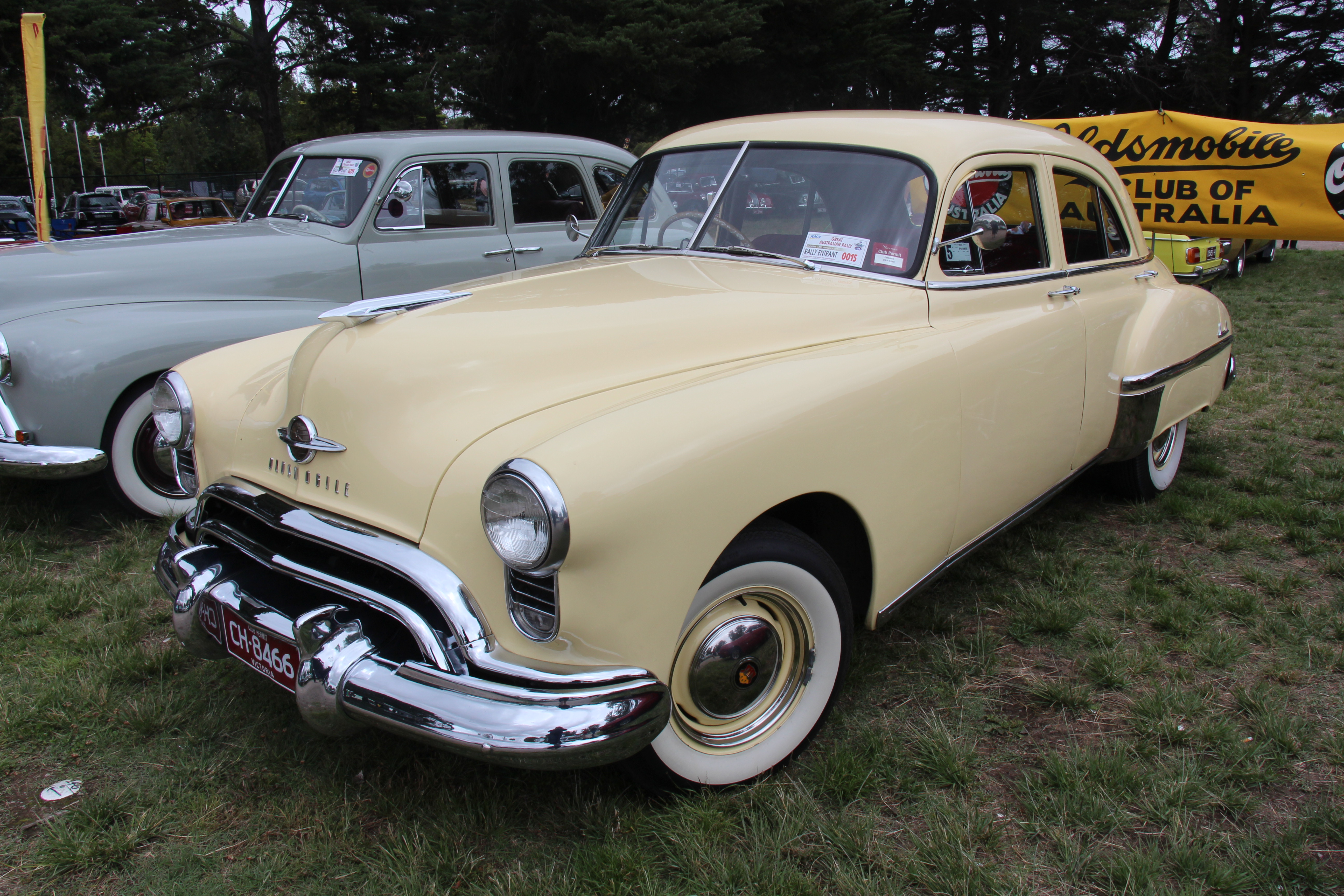
Berline 4 portes de 1949.
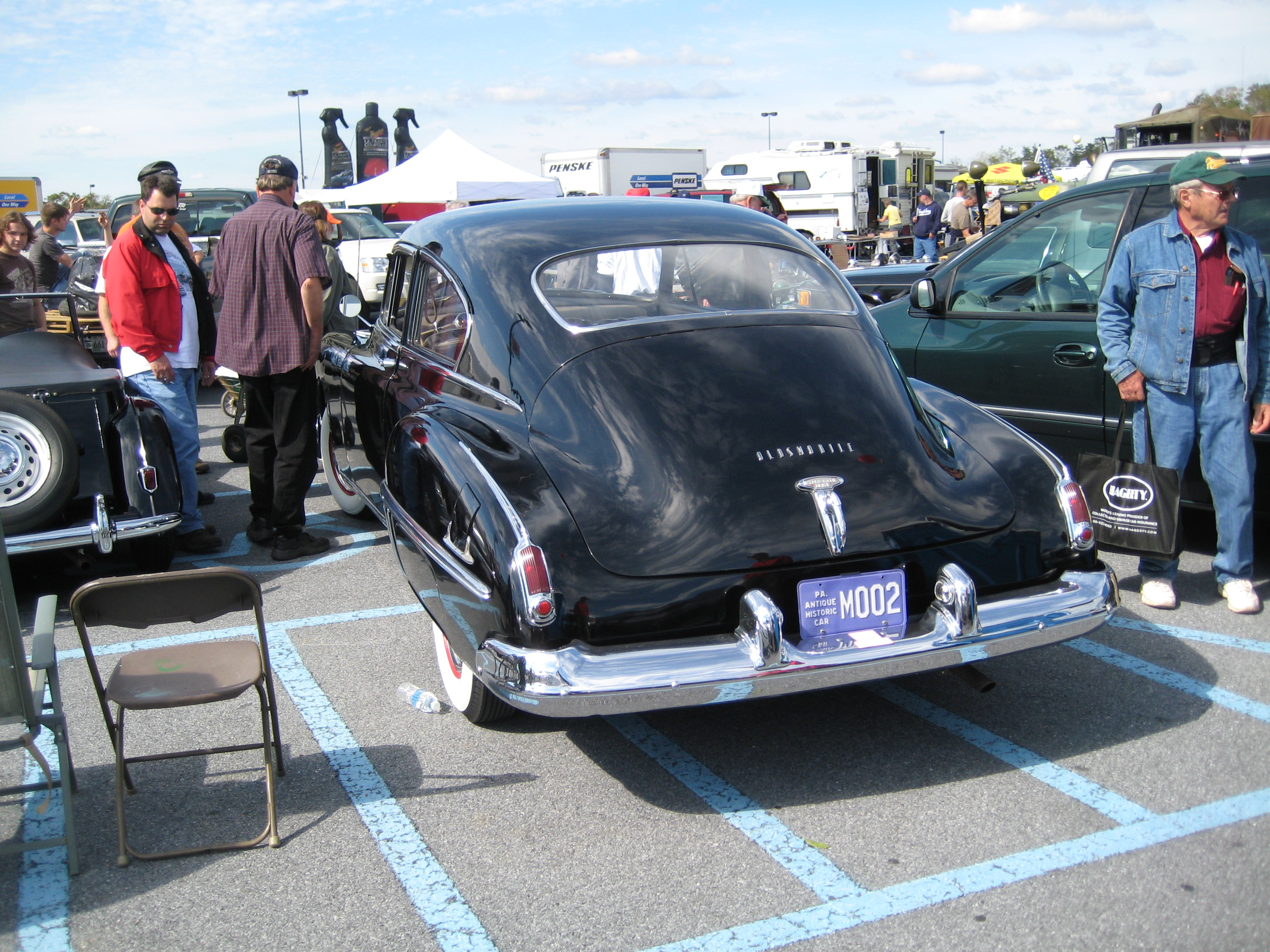
Arrière d'une deux portes fastback.
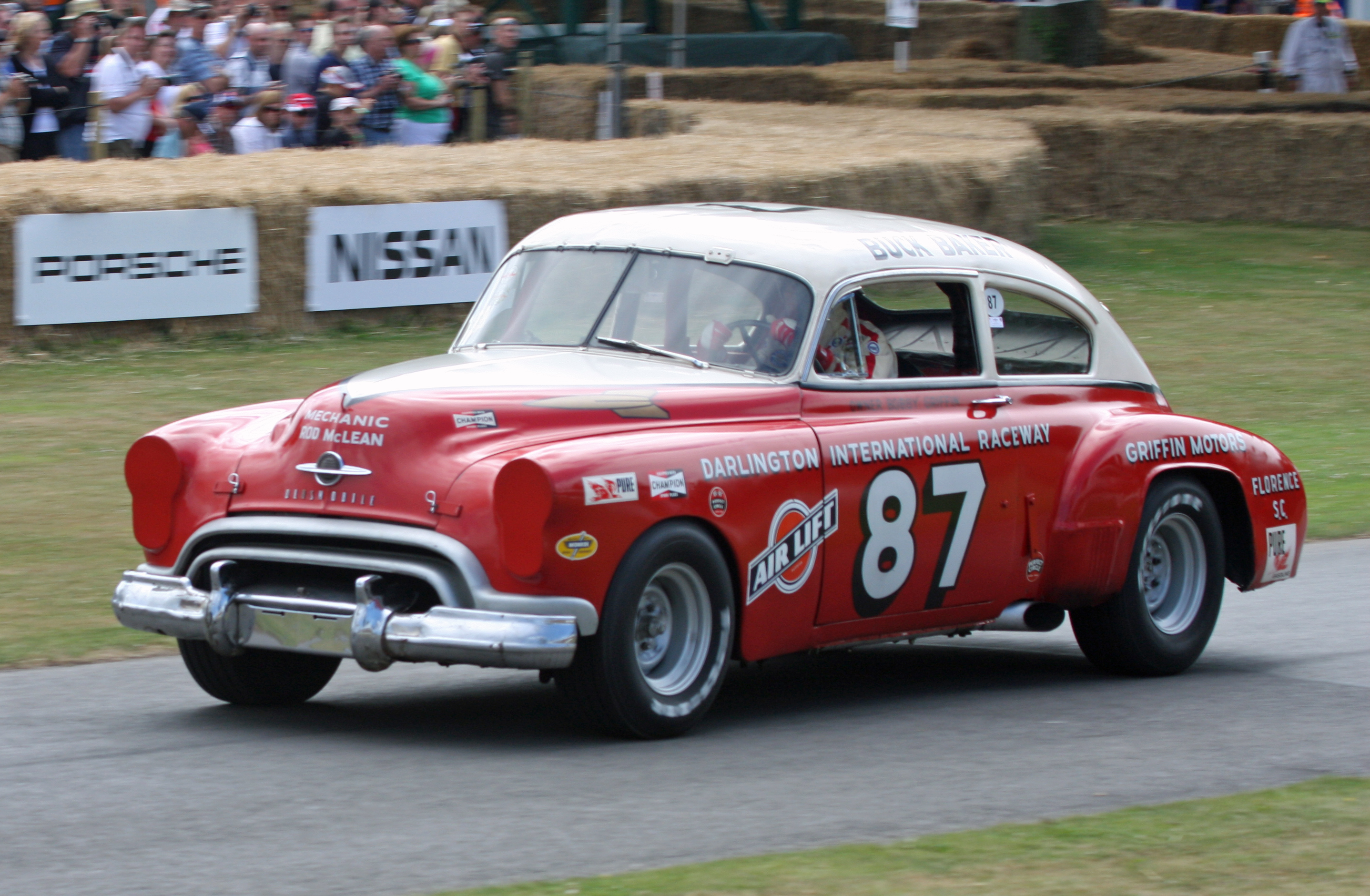
Réplique de l'Oldsmobile 1949 engagée par Buck Baker en compétition NASCAR.
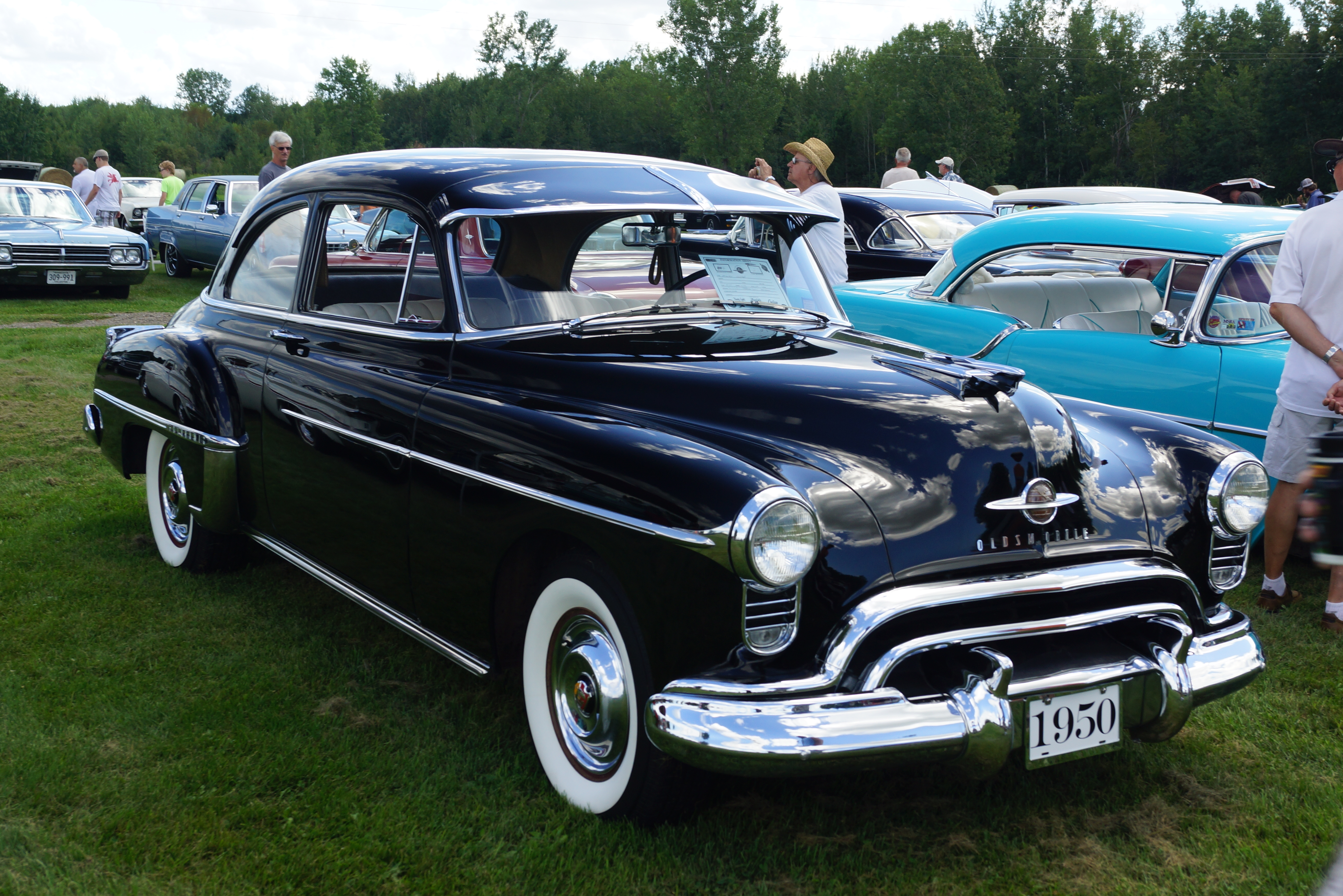
Berline deux portes (1950).
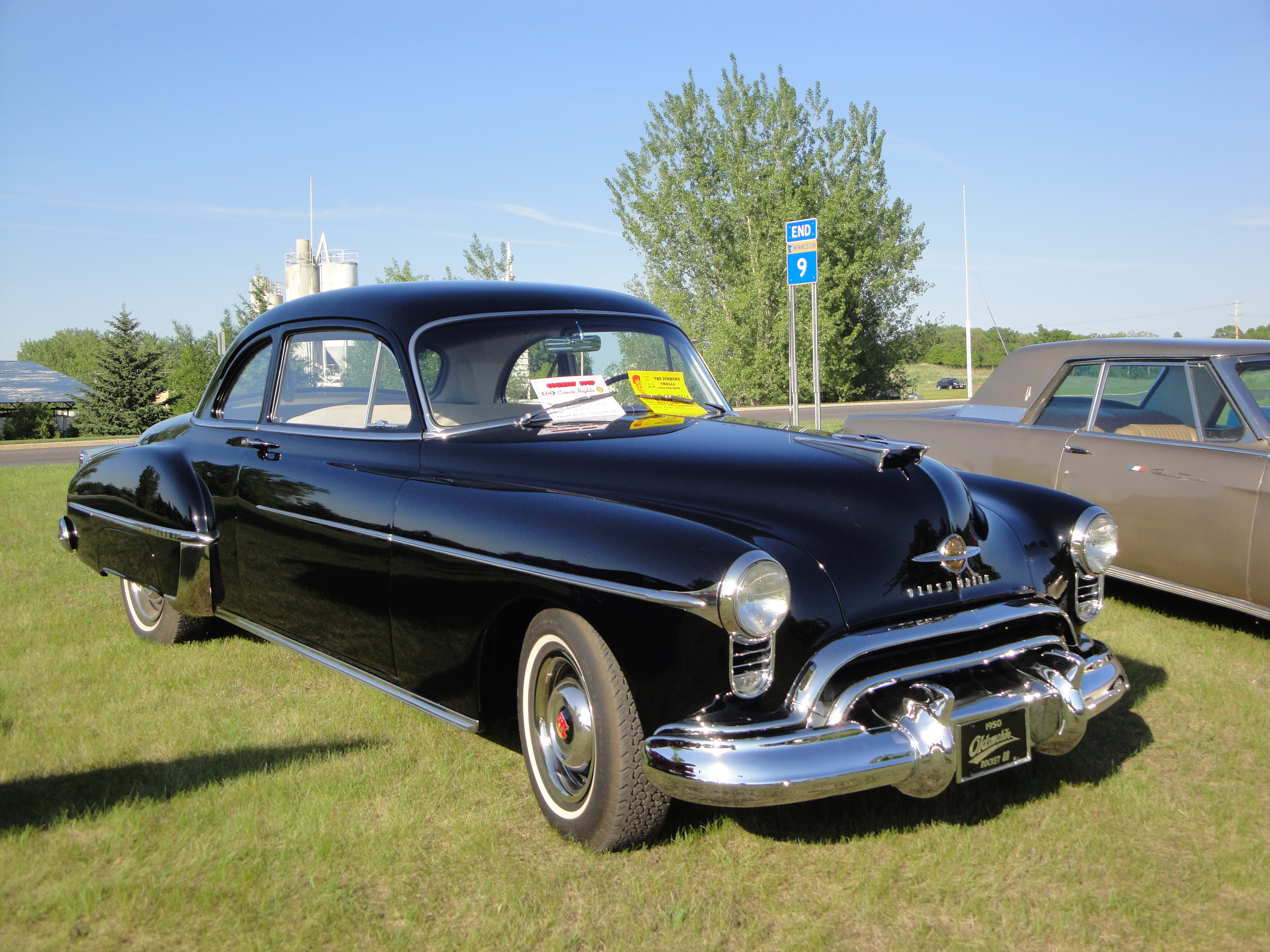
Coupé "Club".
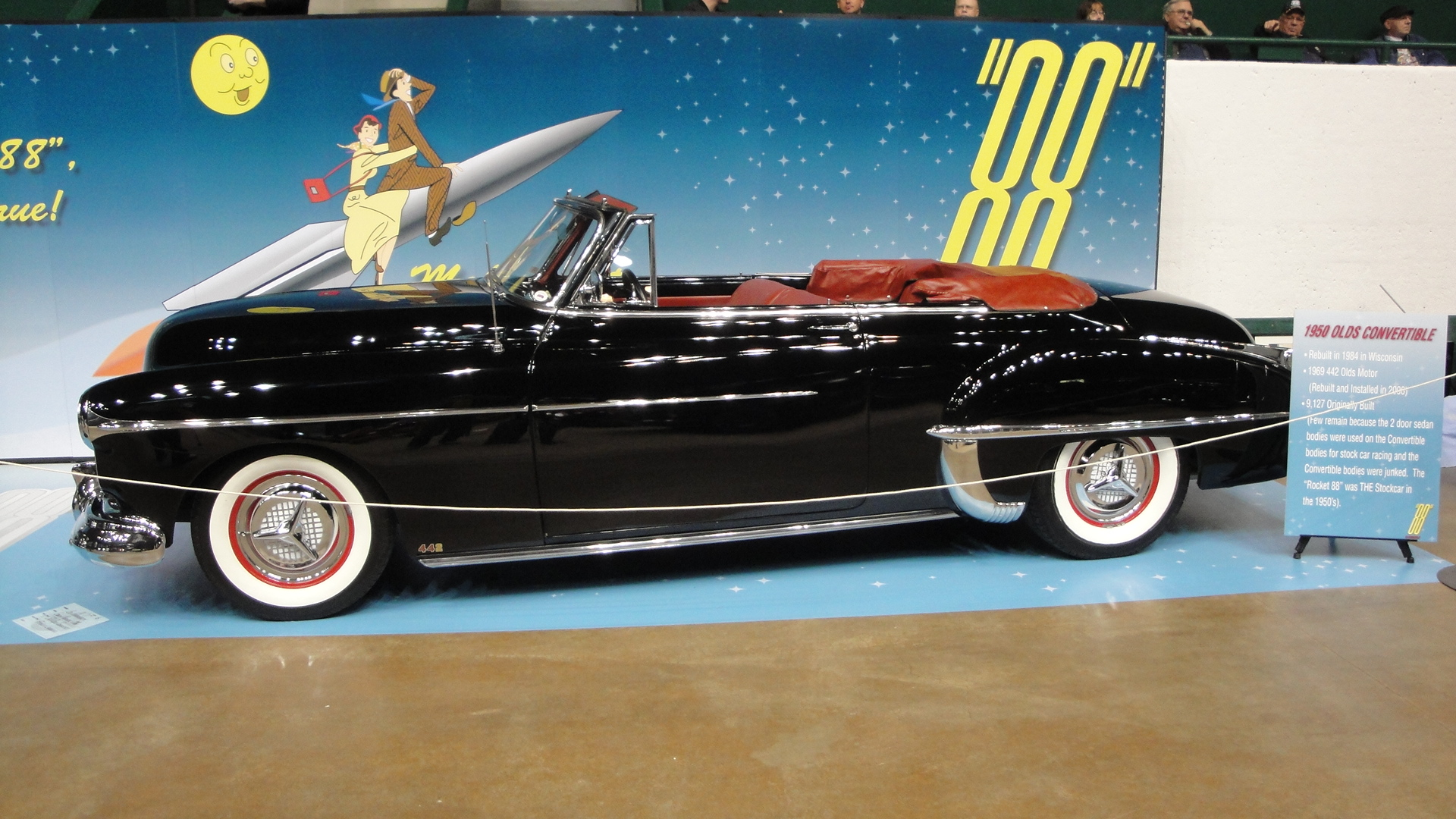
Cabriolet.
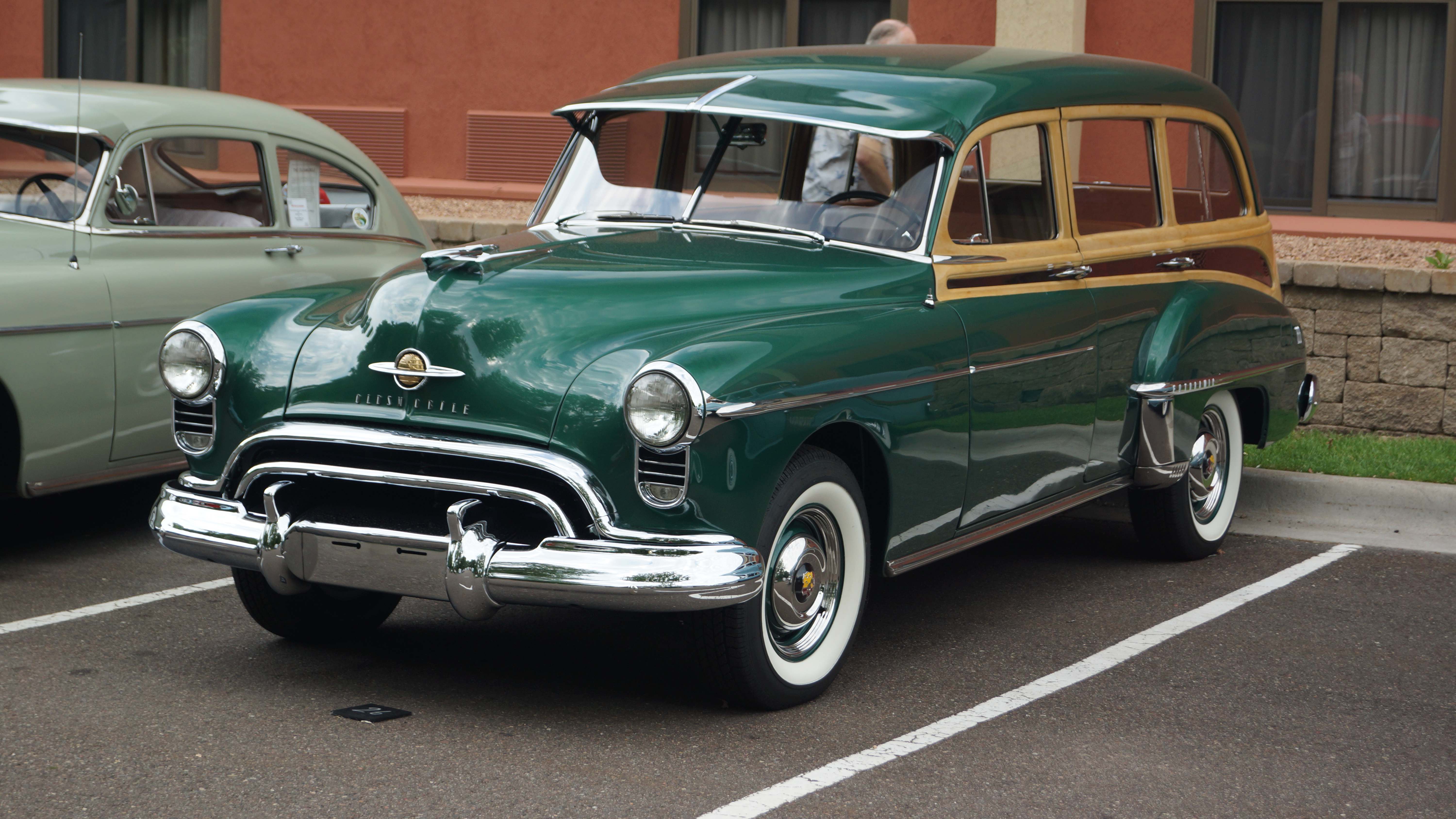
Break "Woody".

### Deuxième génération (1951-1953)
L'absence d'une nouvelle carrosserie de type "B", habituellement utilisée par GM pour ses modèles de milieu de gamme, avait conduit au choix d'utiliser les mêmes ensembles que les Chevrolet et Pontiac, moins prestigieuses. Buick avait trouvé la solution inverse en équipant sa Special d'entrée de gamme d'une carrosserie "C" à partir de la fin de 1949.
Un nouveau type de carrosserie "B" spécialement conçu pour Oldsmobile et Buick fait son apparition en 1951. Le nouveau modèle est commercialisé sous le nom de Super 88. Les carrosseries sont plus larges mais l'empattement n'évolue que peu. En revanche la puissance passe à 145 ch en 1952 et deux gammes distinctes sont à nouveau commercialisées : la Deluxe 88 en tant que modèle d'entrée de gamme et la Super 88.

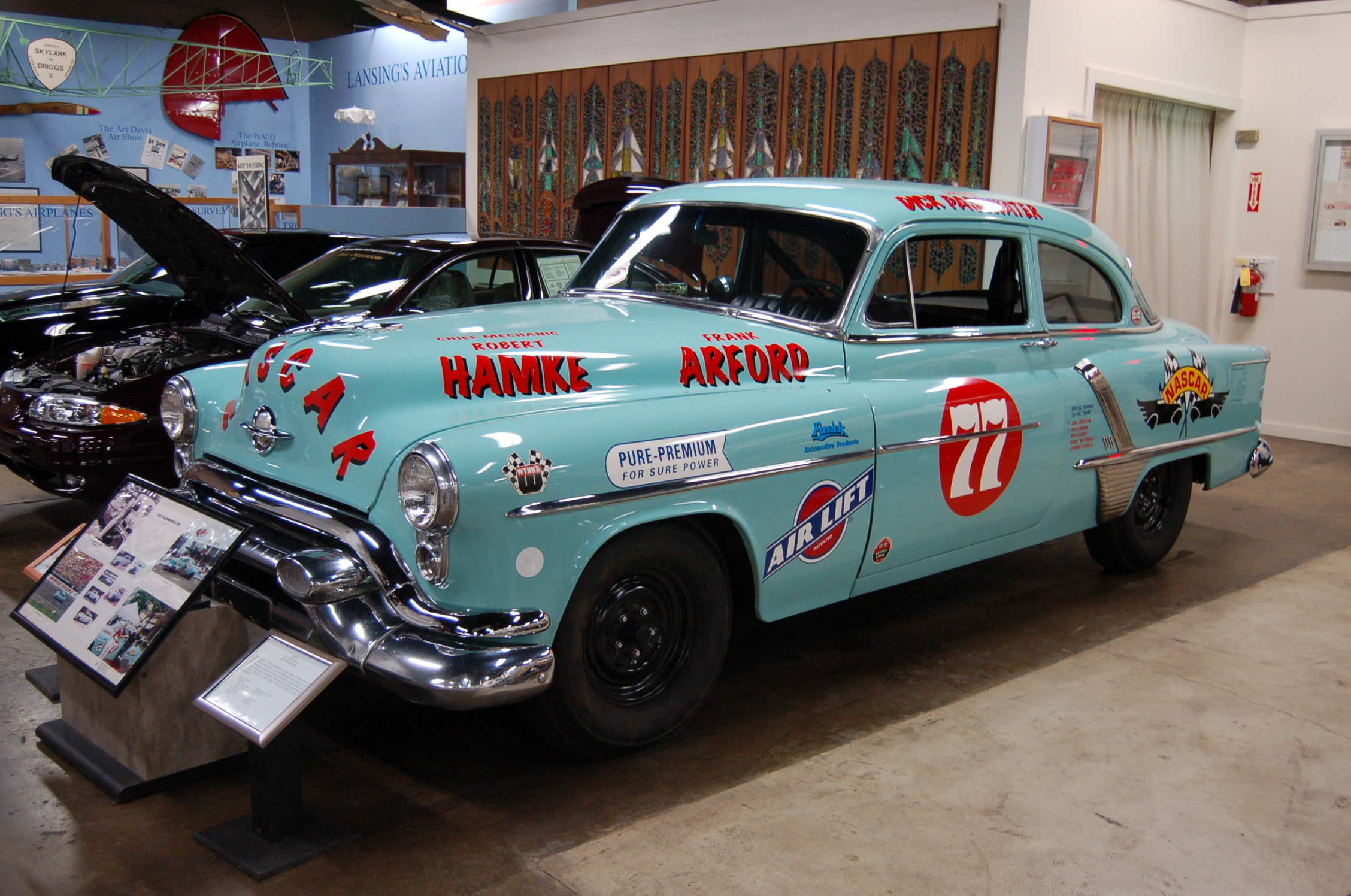
Coupé "Club" NASCAR de 1953.

Avec la disparition des breaks et fastback, les carrosseries suivantes sont disponibles :
- berline deux portes ;
- berline quatre portes ;
- coupé "Club", uniquement en 1951 et 1952 ;
- coupé hardtop "Holiday" ;
- cabriolet (seulement en Super 88).

Extérieurement, la calandre du modèle de 1952 se distingue par un montant chromé supplémentaire, au centre. En 1953, la barre chromée centrale s'orne de l'inscription "Oldsmobile" en lettres capitales, encadrée par deux protubérances chromées reposant sur des montants diagonaux profilés.
Le moteur V8 "Rocket" donne une puissance de 135 ch pour toutes les voitures de l'année-modèle 1951. En 1952, les Deluxe 88 passent à 145, contre 160 pour les Super 88 grâce à leur carburateur « Quadri-Jet » à quatre vaisseaux. En 1953, le moteur des Deluxe 88 de base a été porté à 150 ch tandis que les Super 88 atteignent 165 ch.
C'est en 1951 qu'est enregistrée à Memphis la chanson Rocket 88 interprétée par Jackie Brenston et Ike Turner. Ce morceau Rhythm and blues fait partie de ceux cités comme toute première chanson du mouvement Rock 'n' roll.

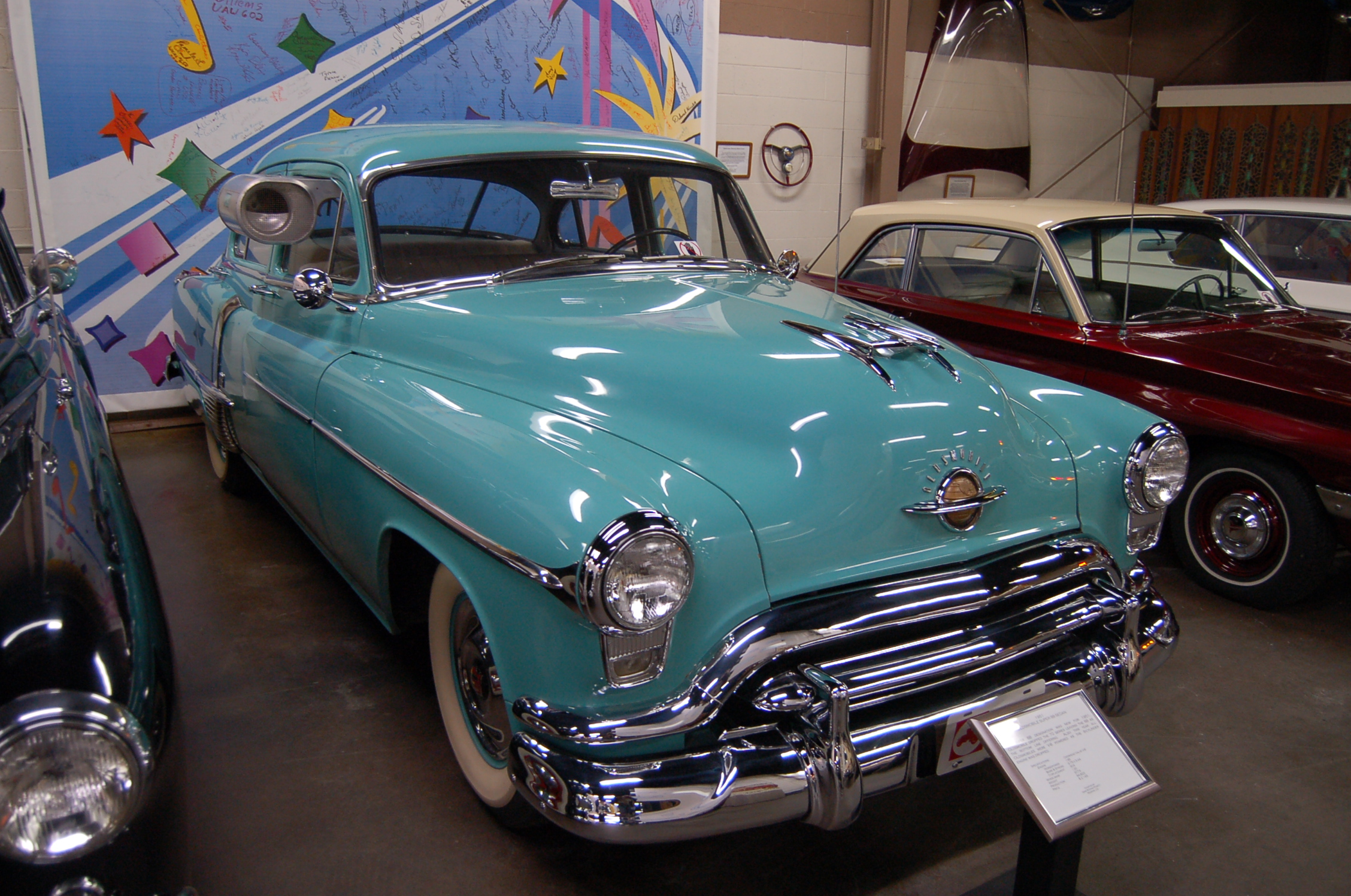
Berline "Super" de 1951.
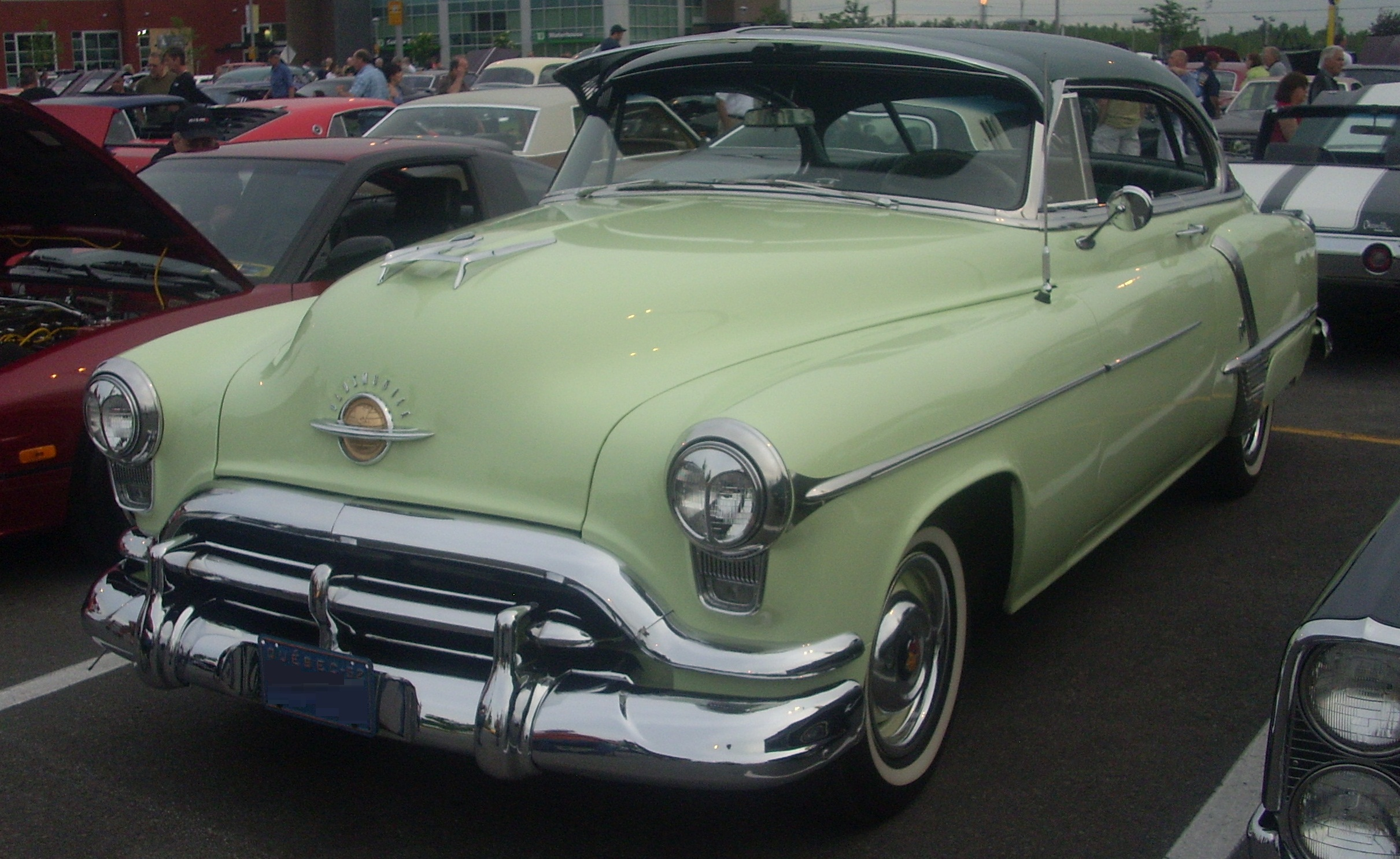
Coupé "Holiday" de 1953.
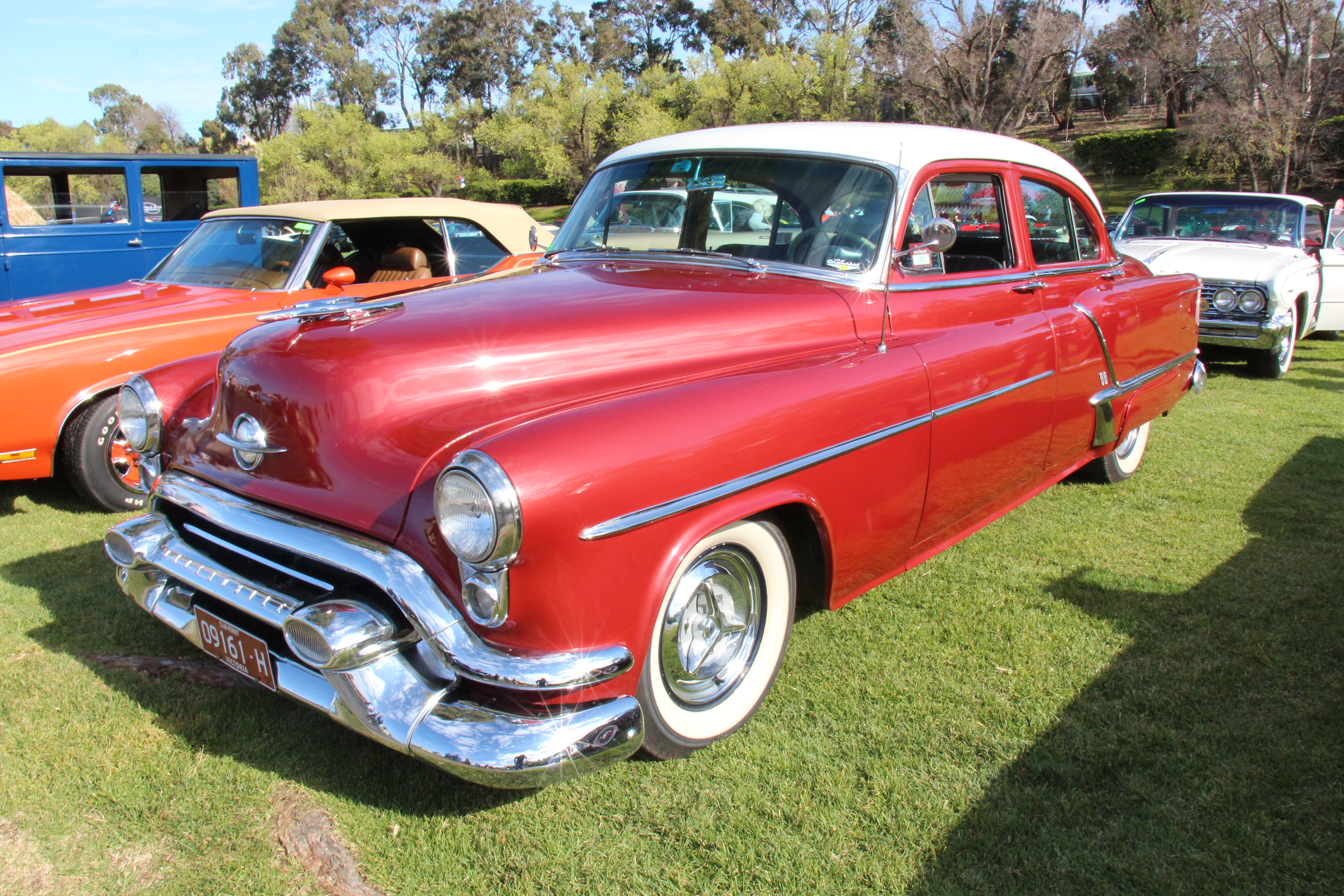
Berline de 1953.
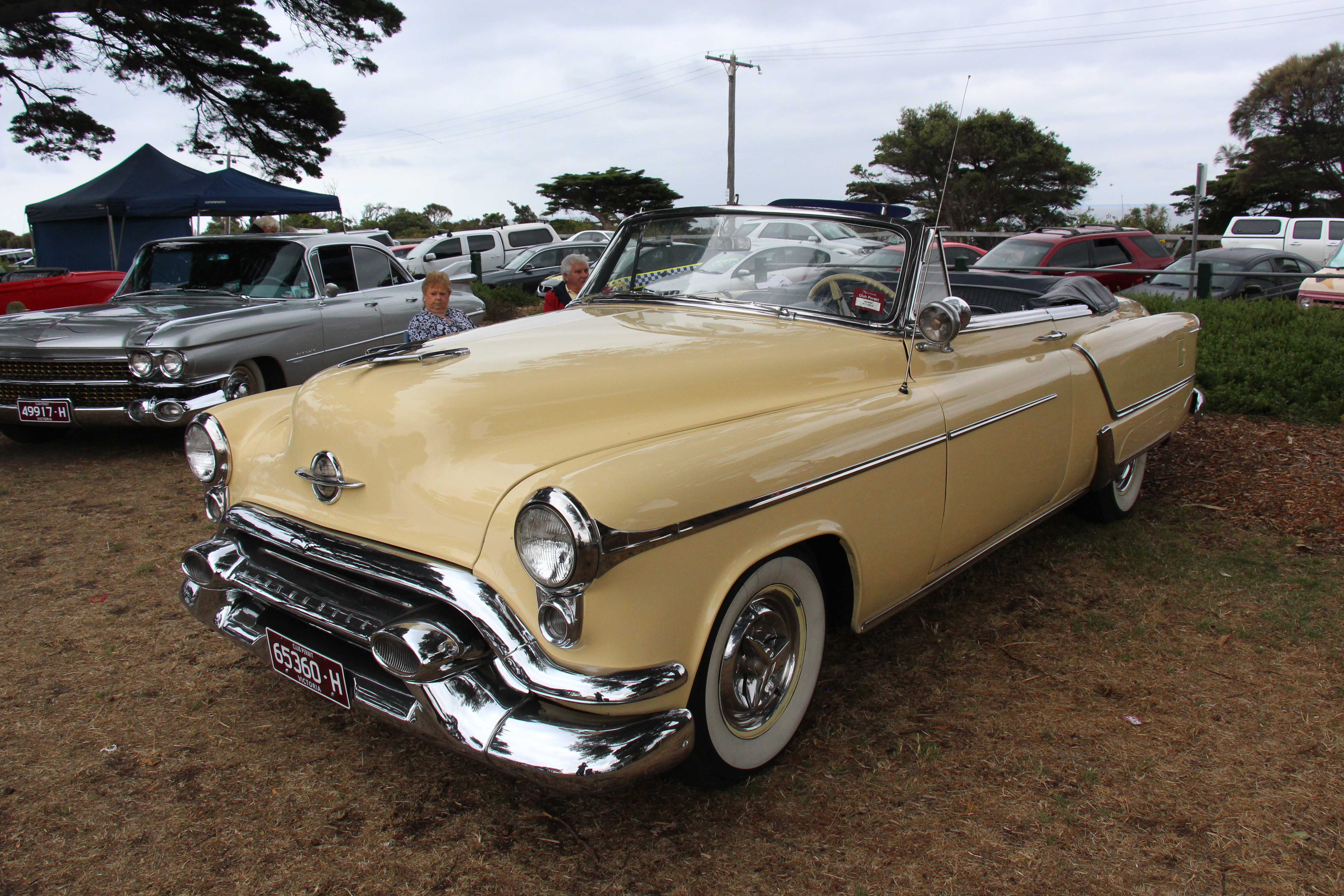
Cabriolet.

## Troisième génération (1954-1956)
Prévue pour être commercialisée avec l'année modèle 1955, qui débute en automne 1954, la nouvelle Oldsmobile 88 est finalement avancée in extremis après que le projet d'un modèle 1954, basé sur la plateforme en vigueur depuis 1951, ait été abandonné. Conséquence de cette série de changements, la mise au point accélérée des nouveaux modèles retarde leur lancement au mois de janvier 1954, en même temps que Buick et Cadillac. Comme en 1953, la nouvelle plateforme des Oldsmobile 88 et 98 est commune avec le modèle Special de Buick, rejointe cette année par un nouveau modèle plus performant, la Buick Century reposant sur la même philosophie que les Oldsmobile 88 : un moteur de forte cylindré combiné avec une carrosserie plus légère.
Extérieurement, le nouveau modèle se reconnaît au pare-brise panoramique à montants inversés et par la disparition de l'entourage chromé se prolongeant en-dessous des phares. Le bas des fenêtres latérales arrière n'est plus rectiligne, un rebond se trouve à la jointure avec le trait chromé descendant vers l'aile. Le dessin de la calandre et des zones chromées des faces latérales conserve une certaine continuité avec les Oldsmobile de l'année précédente. Les modèles de 1955 et 1956 introduiront une différence plus marquée avec une large ouverture se prolongeant en partie à l'emplacement des pare-chocs massifs. En 1955, la grande barre chromée centrale encadrée de deux protubérances existe encore et sert de socle aux lettres en relief "Oldsmobile". L'année suivante, la calandre est divisée en deux dans le sens de la largeur et consiste en une grille à cinq barreaux. Le nom de la marque est désormais positionné à droite, sur la grille.
La gamme est toujours divisée en deux séries désormais nommées 88 et Super 88. Les berlines (deux ou quatre portes) et coupés hardtop "Holiday" sont communs aux deux gammes tandis que le cabriolet reste l'apanage des Super 88. En 1955, un hardtop "Holiday" quatre portes fait son apparition chez les Super 88, puis également au niveau de finition inférieur en 1956.
La puissance du bloc V8 des 88 et Super 88 augmente très rapidement grâce à l'augmentation du taux de compression, du diamètre des pistons et de la cylindrée. De 170 et 185 ch en 1954, elle passe à 185 et 202 en 1955 tandis qu'en 1956, elle est respectivement de 230 (boîte manuelle) et 240 ch (avec une transmission automatique Powerglide).

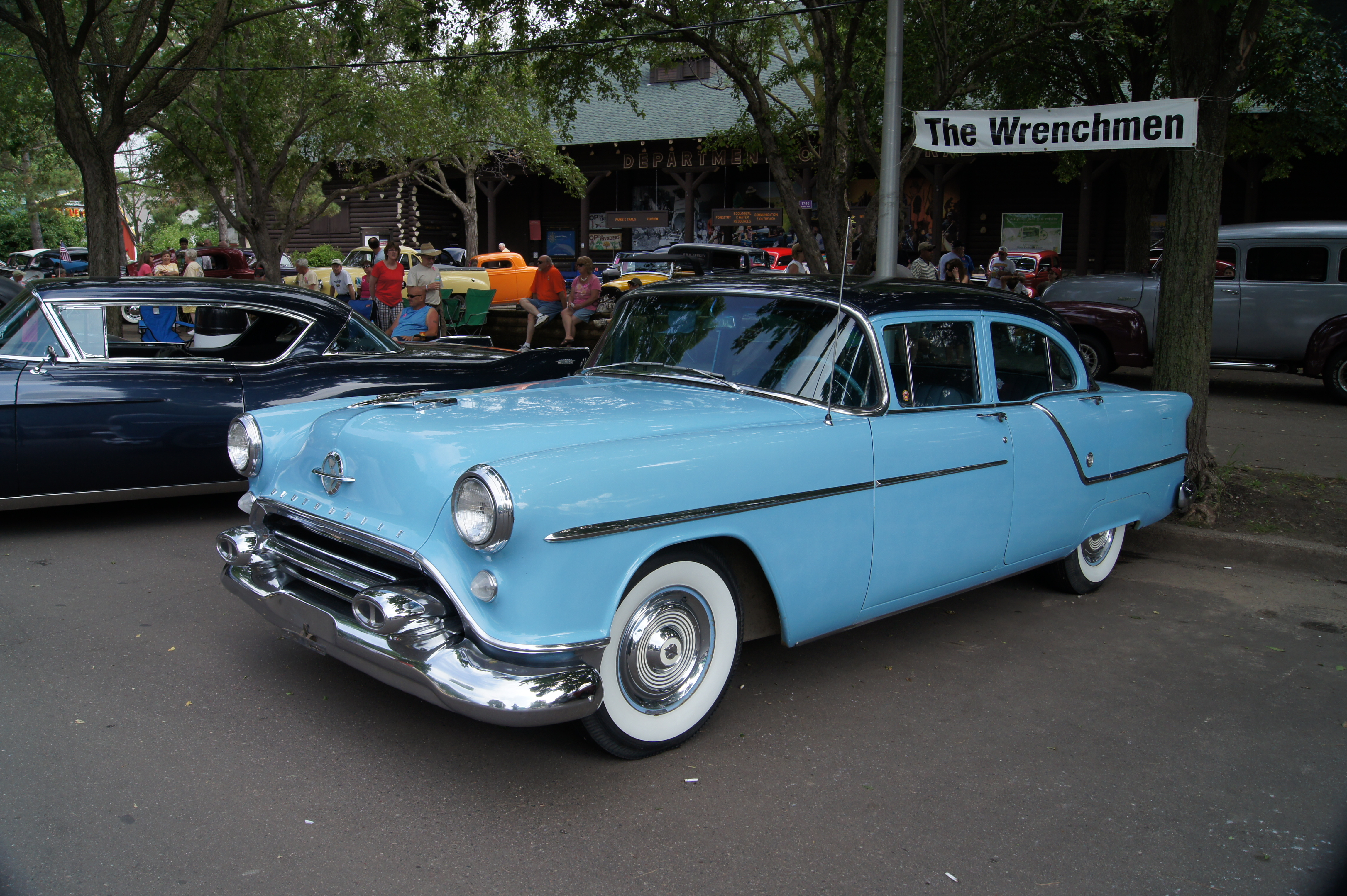
Berline de 1954.
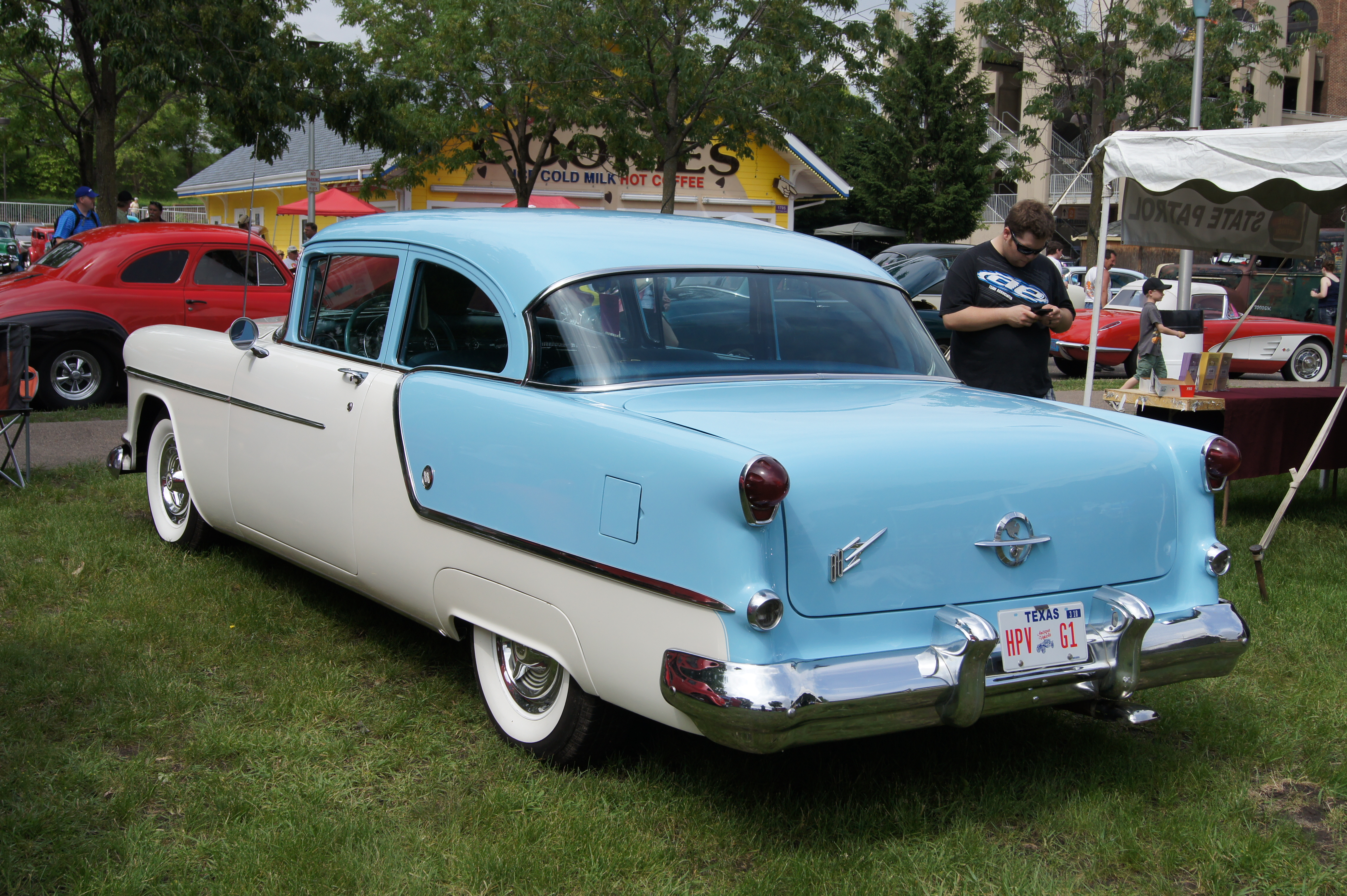
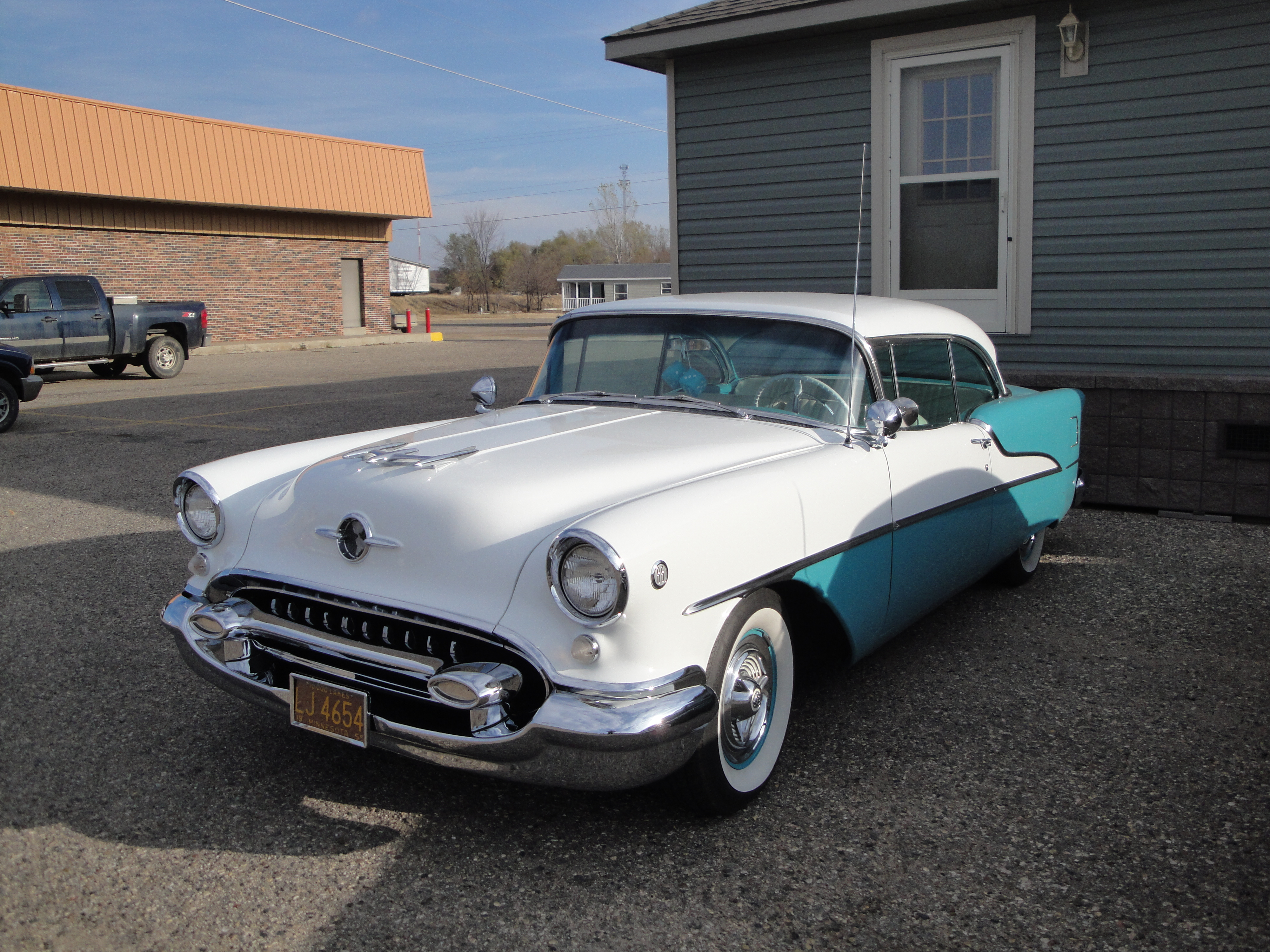
Coupé Holiday de 1955.
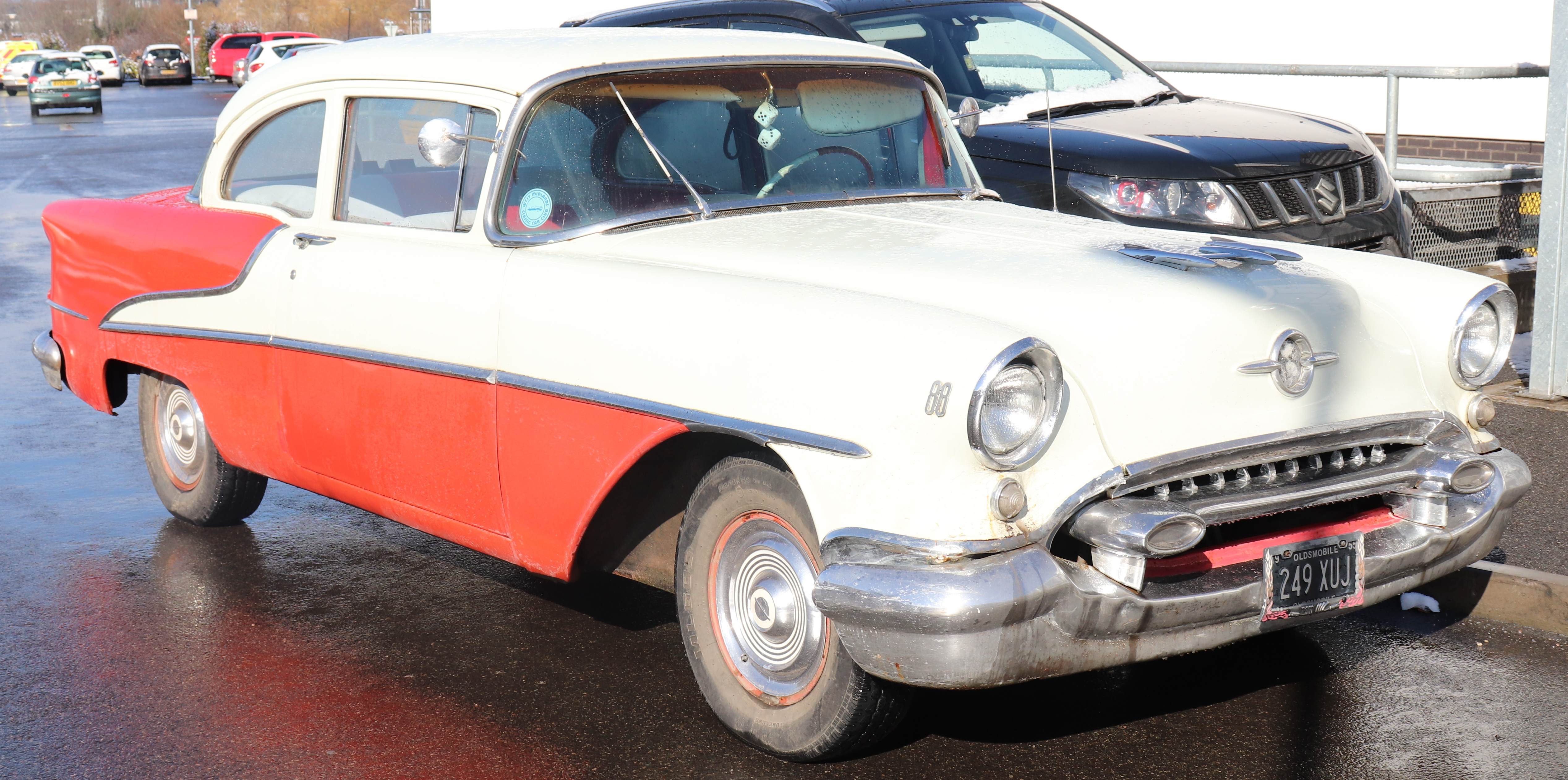
Berline deux portes.
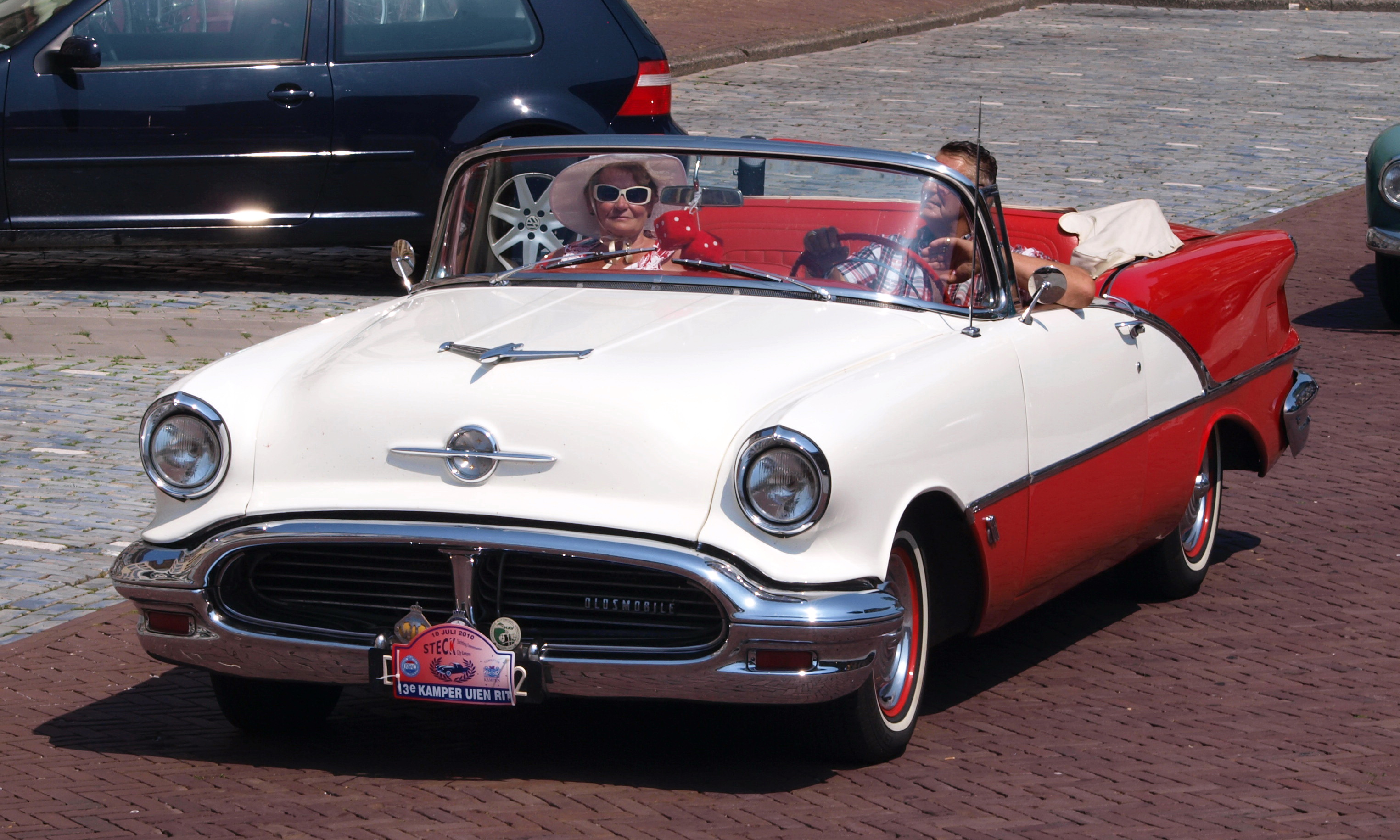
Cabriolet de 1956.
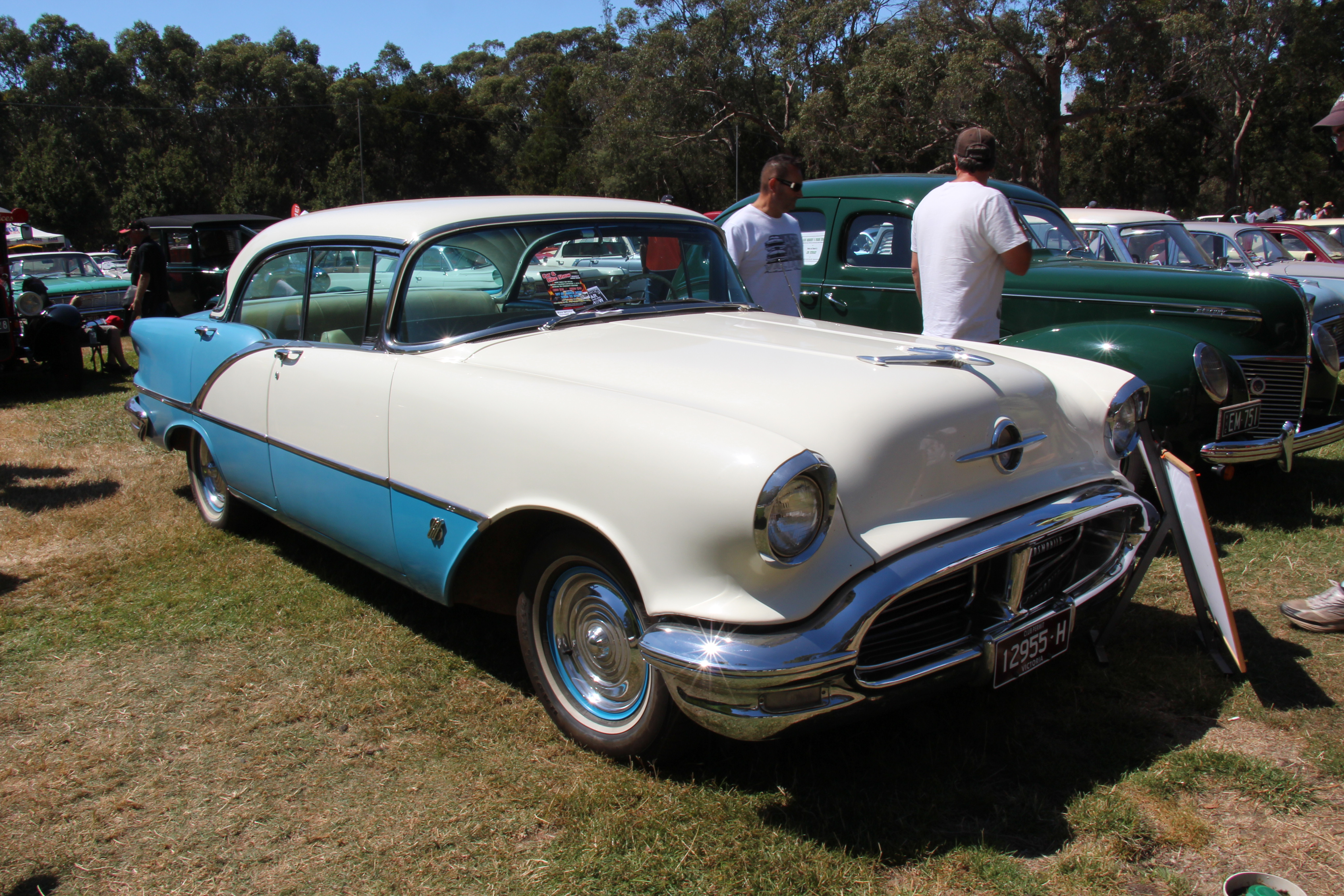
Berline Holiday.
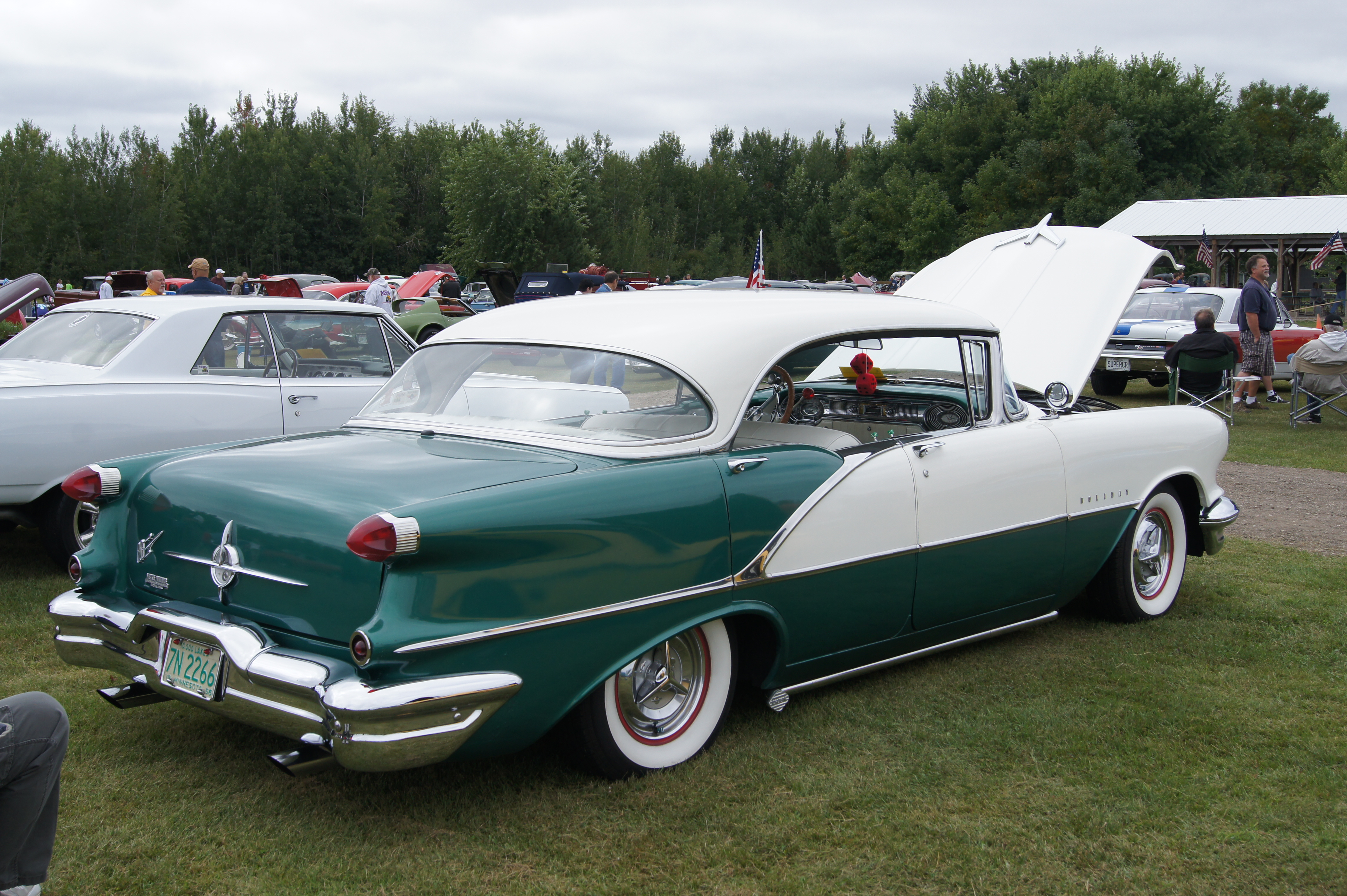
Berline, vue arrière.
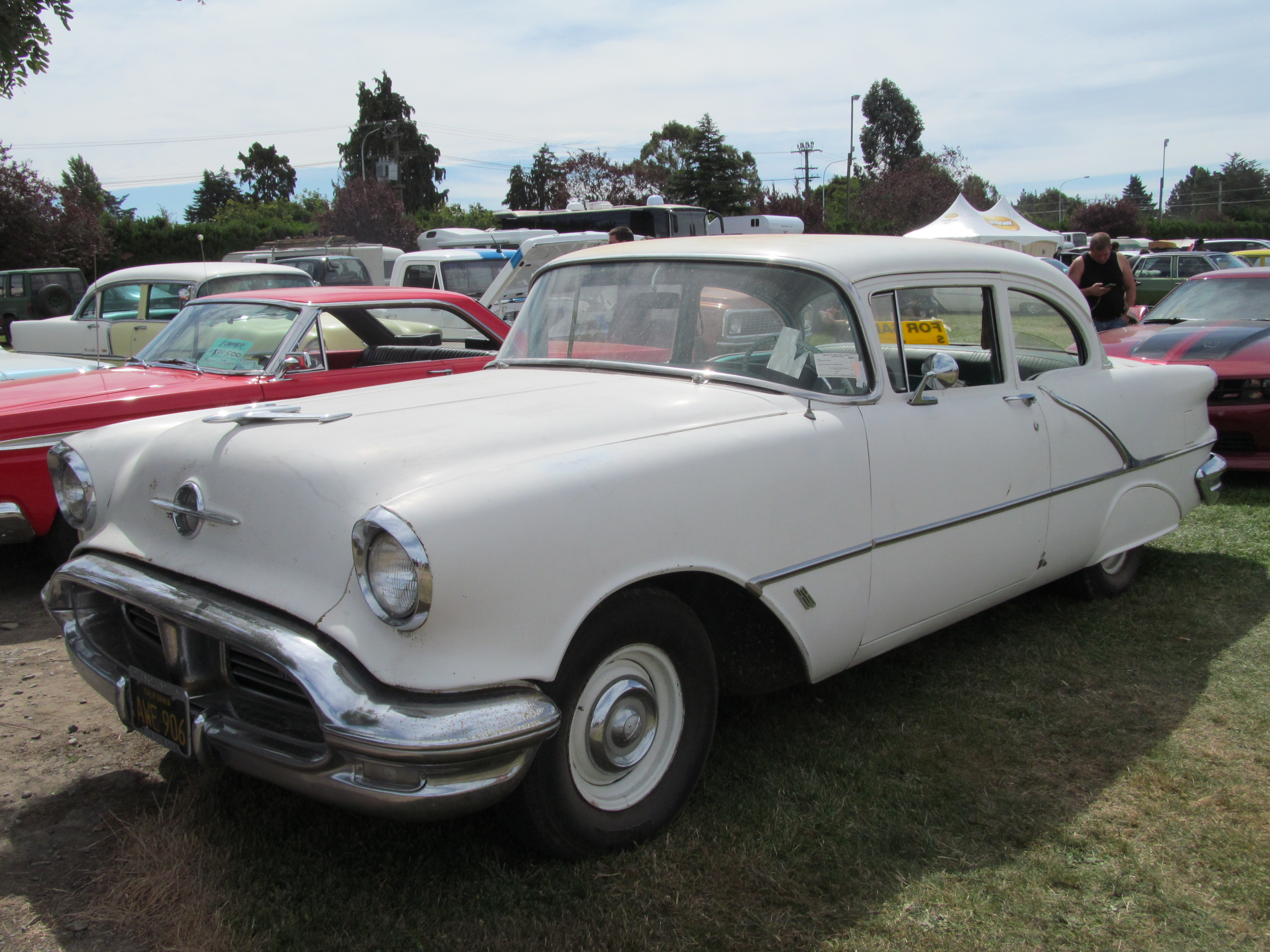
Deux portes.

## Quatrième génération (1957-1958)
Commémorant le soixantième anniversaire de la marque, la nouvelle génération repose sur une plateforme plus large, plus basse et plus longue, toujours partagée avec les plus petites Buick. Le modèle d'entrée de gamme est rebaptisé « Golden Rocket 88 » du nom d'un concept-car de 1956 ; il prendra le nom de « Dynamic 88 » à partir de 1958.
Comme lors du cycle précédent, le design des Oldsmobile de 1957 rappelle leurs devancières alors que celui de 1958 s'en écarte nettement. Les pare-brise arrière en trois parties avec d'épais montants, également commun aux Buick Special et Century, sont remplacés par une glace panoramique en une pièce l'année suivante. Contrairement à la plupart des constructeurs, les ailerons du modèle 1957 sont peu proéminents.
Après six ans d'absence, Oldsmobile renoue avec la commercialisation de breaks baptisés "Fiesta" (du nom d'un cabriolet Oldsmobile 98 de 1953 en série limitée). La gamme Fiesta comprend des breaks quatre portes ordinaires (Fiesta Sedan) réservés à l'entrée de gamme et breaks hardtop, sans pilier B entre les fenêtres comme les Buick "Caballero" issues de la même plateforme. Les autres types de carrosserie sont communs aux deux séries de 88, y compris les cabriolets, tout comme le moteur dont la puissance est de 257 ch pour toutes les autos de la marque avec une cylindrée de 371 pouces cubes.
En 1958, un raffinage du moteur porte sa puissance à 305 ch ou 265 pour les Dynamic 88 équipées d'un carburateur à deux vaisseaux. Mi-1957, le moteur "J2" fait son apparition sous la forme d'un trio de doubles carburateurs disposés sur un moteur Rocket ordinaire afin de répondre au "Tri-Power" de Pontiac. La fiabilité hasardeuse de cet ensemble censé entrer en pleine action lors des efforts importants conduit à son abandon après 1958.
Les motifs de stries horizontales, introduits timidement sous les phares des modèles 98 et Super 88 de l'année précédente, couvrent désormais toutes les ailes arrière et répondent à un entourage chromé biseauté courant jusqu'aux phares doubles qui encadrent une grille plus carrée, à mailles étroites. Les types de carrosseries sont toujours les mêmes : berlines et hardtops deux ou quatre portes, cabriolets, breaks hardtop Fiesta et break Fiesta sedan (uniquement en Dynamic 88).

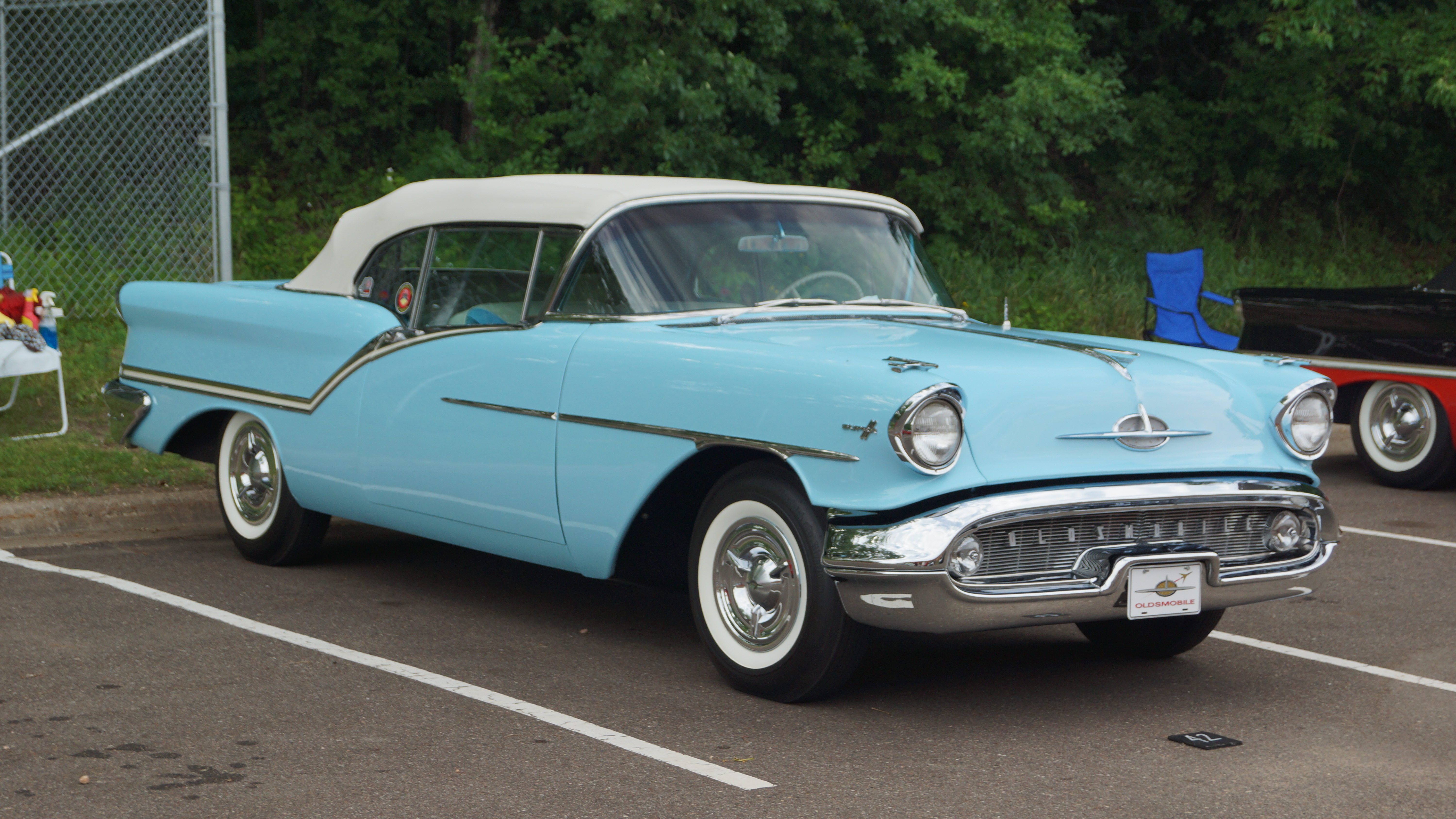
Cabriolet Super 88 de 1957.
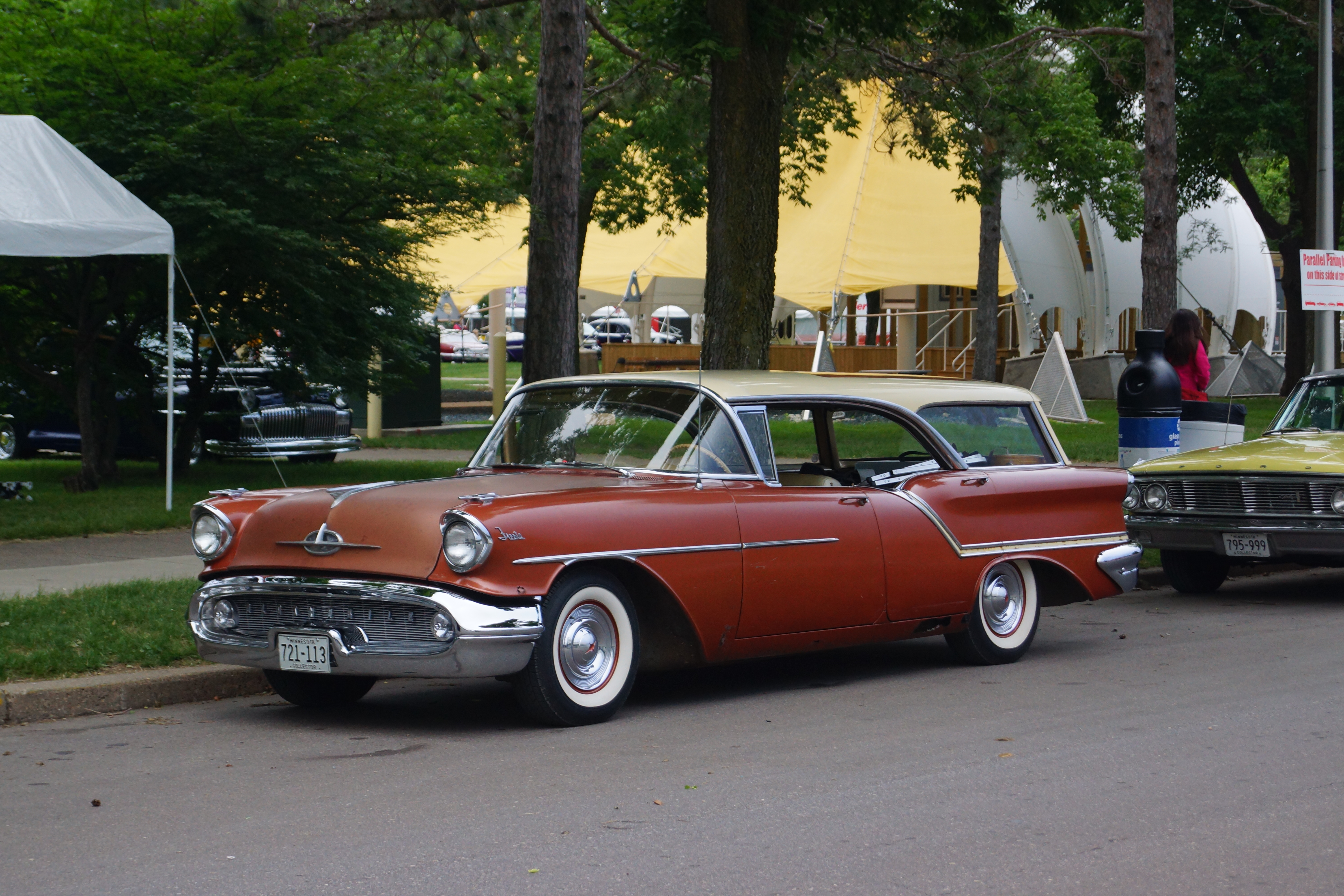
Break "Fiesta" hardtop.
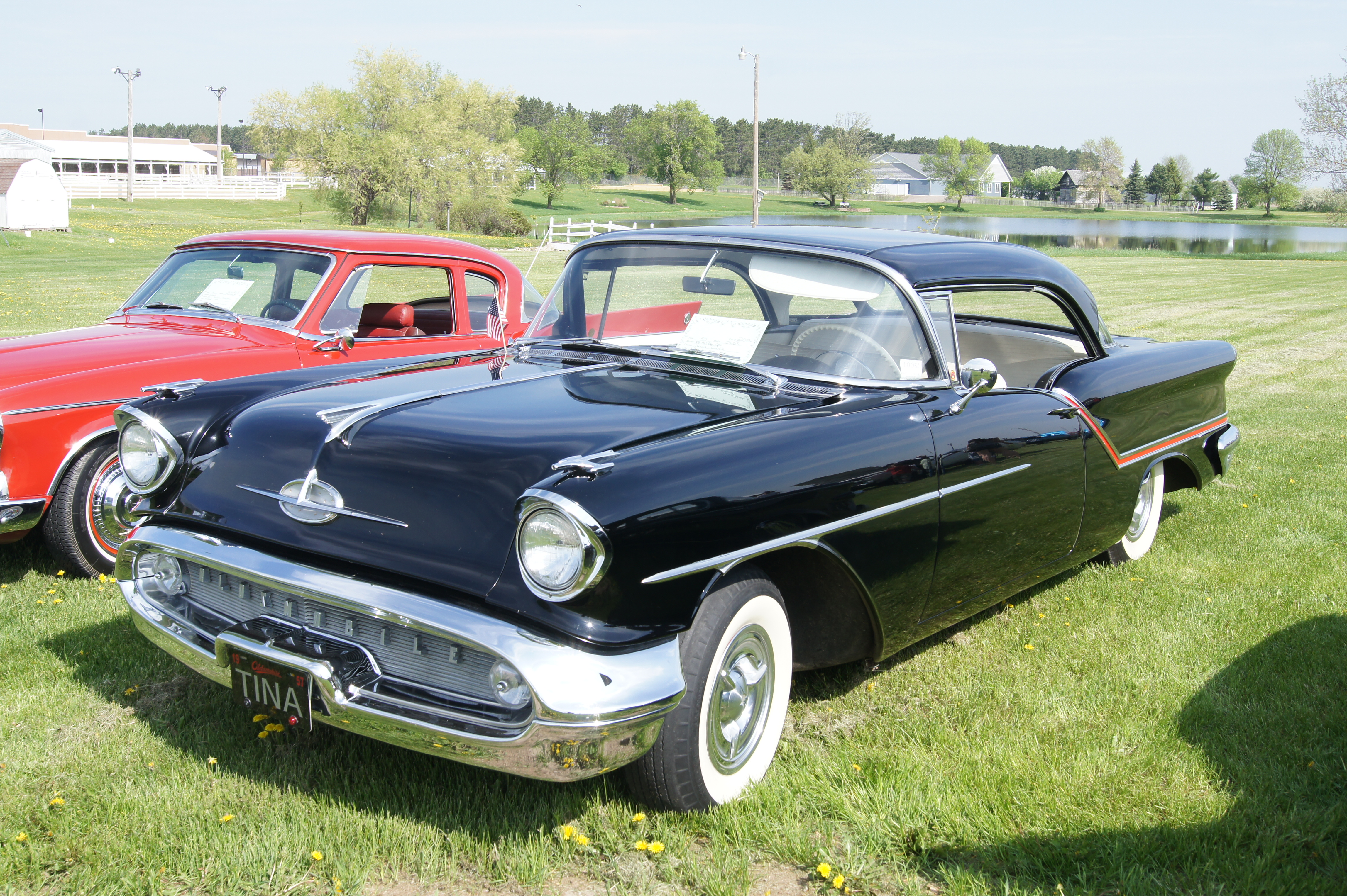
Coupé Holiday.
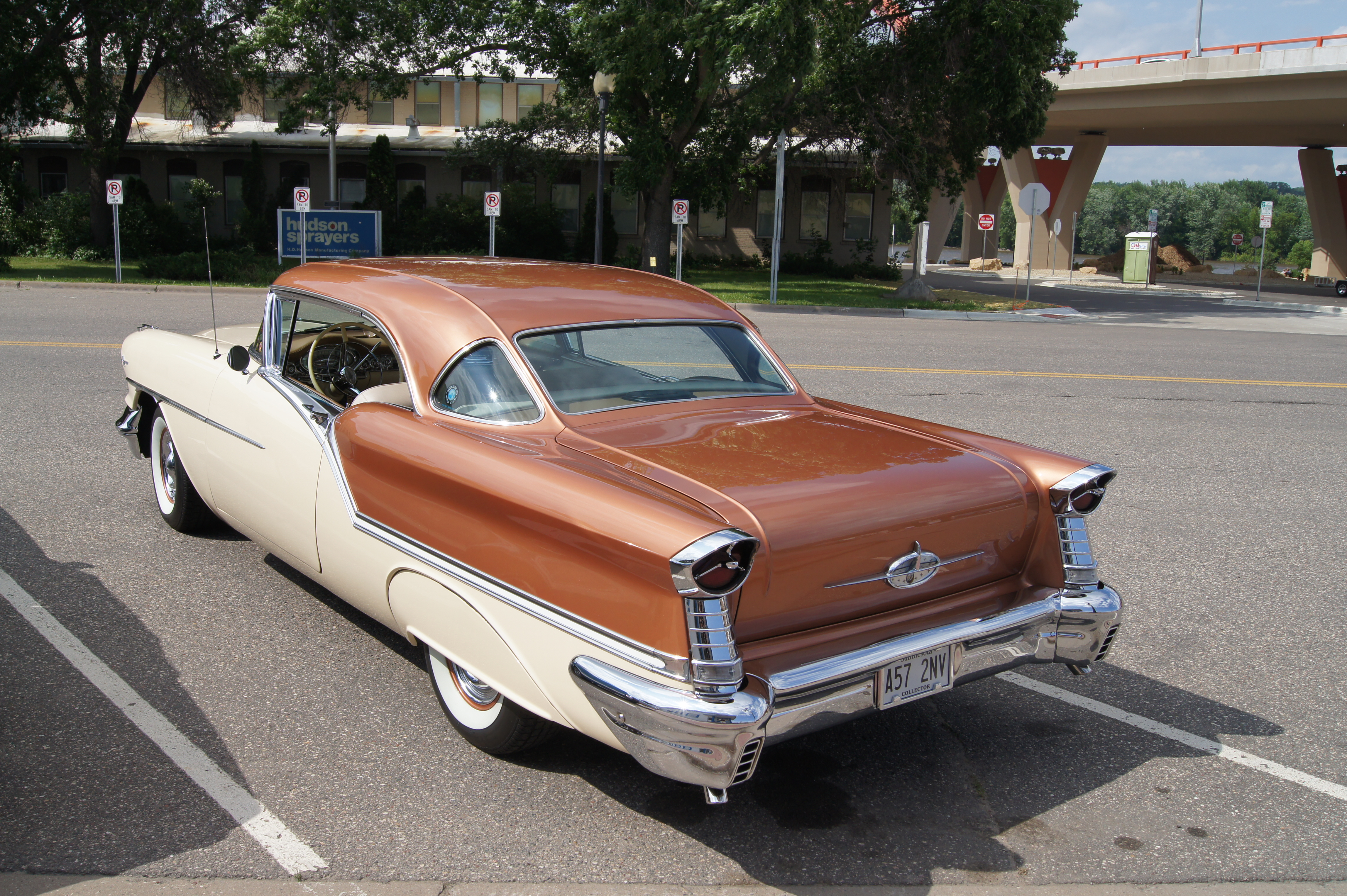
Lunette arrière en trois parties.
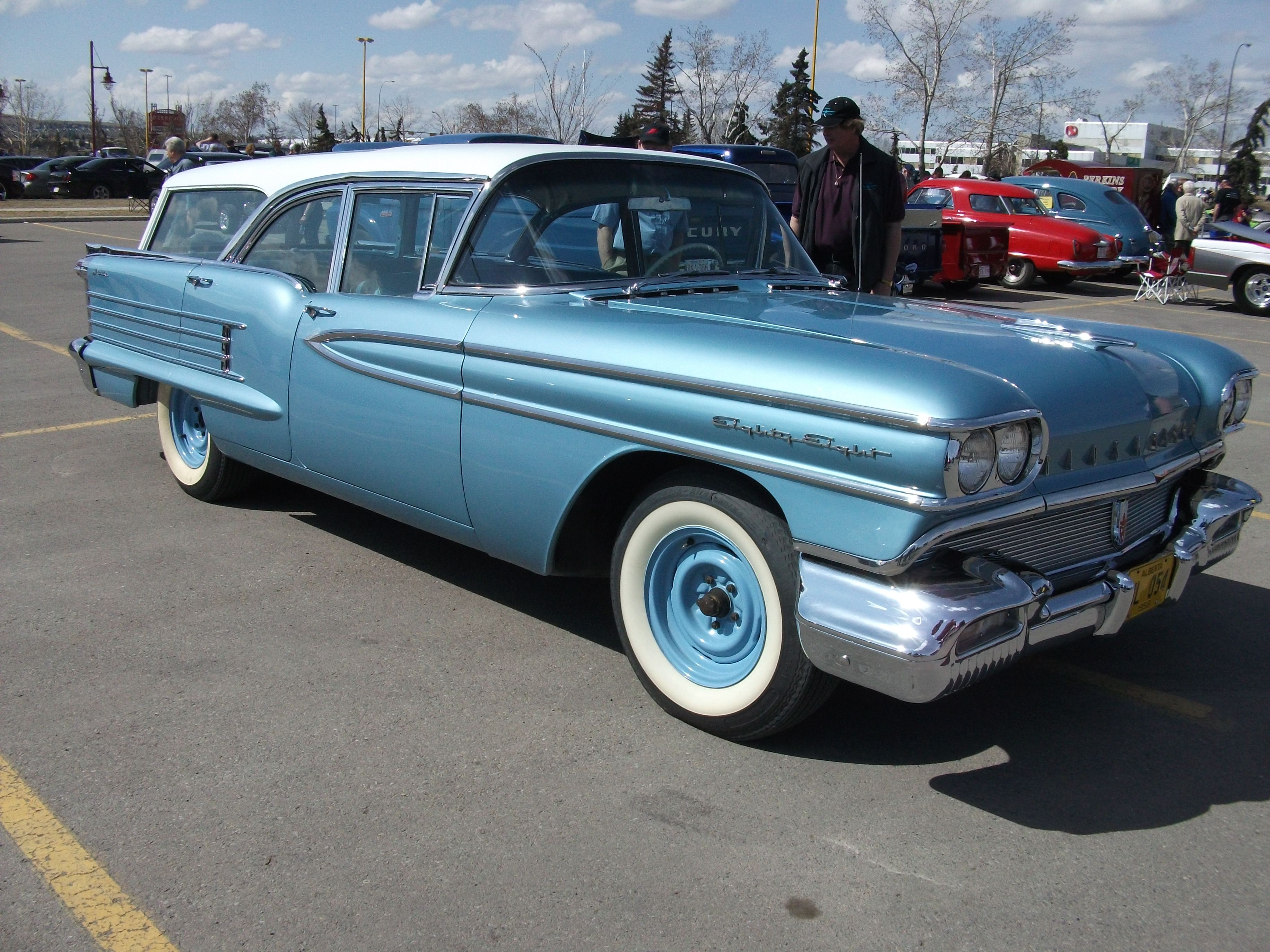
Break "Fiesta Sedan" de 1958.
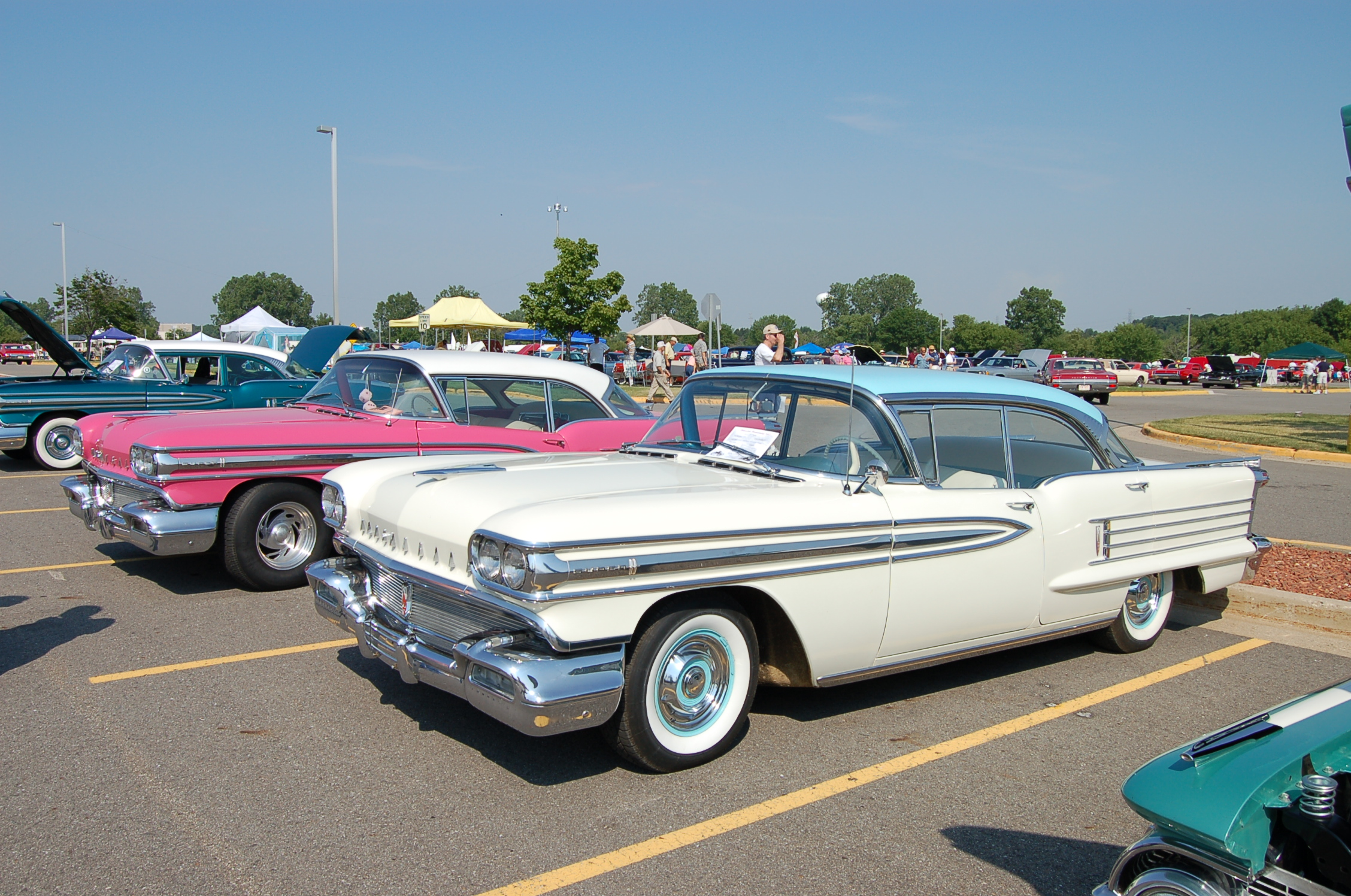
Berline quatre portes et coupé "Holiday" Super 88.
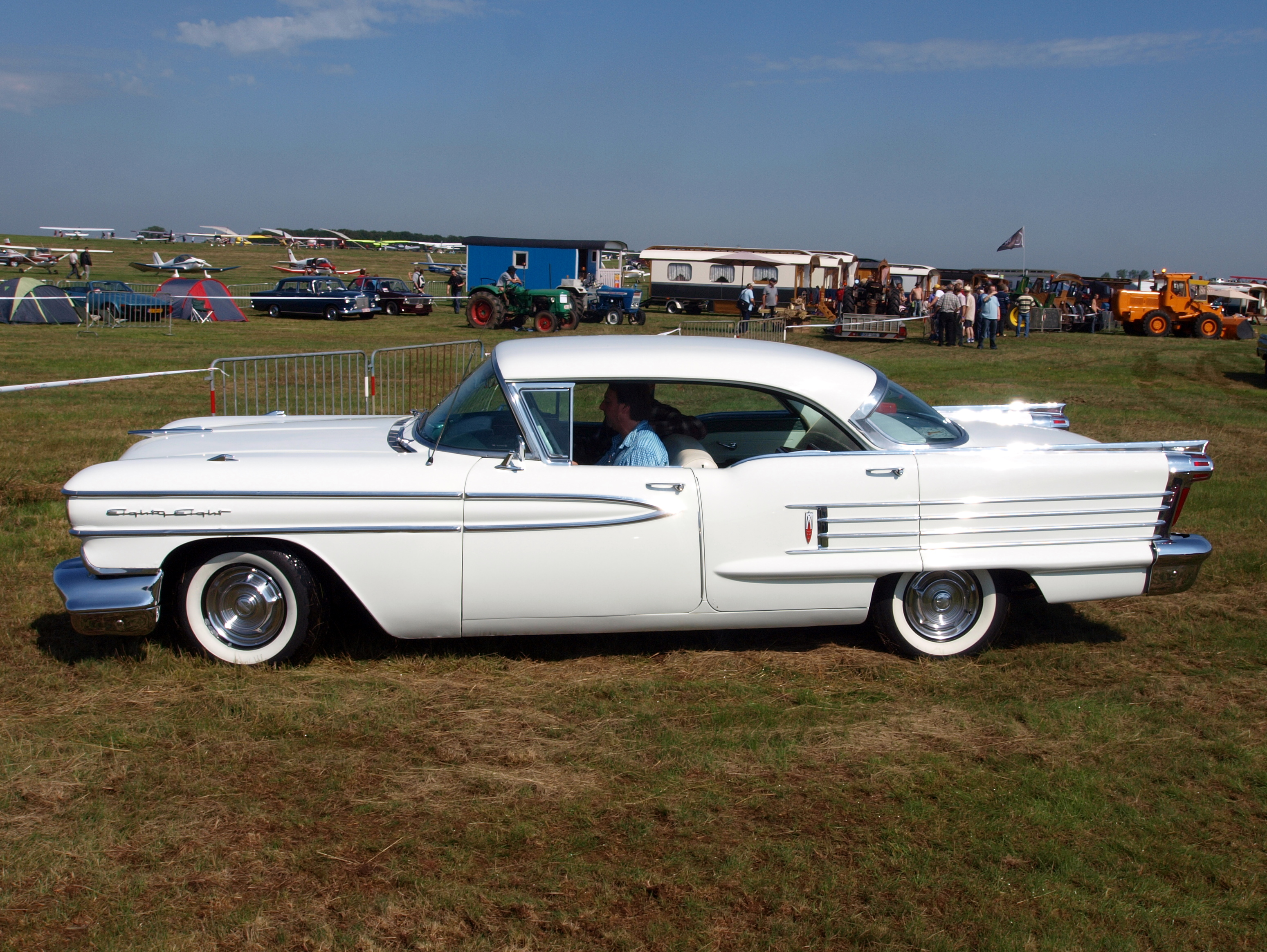
Holiday quatre portes.
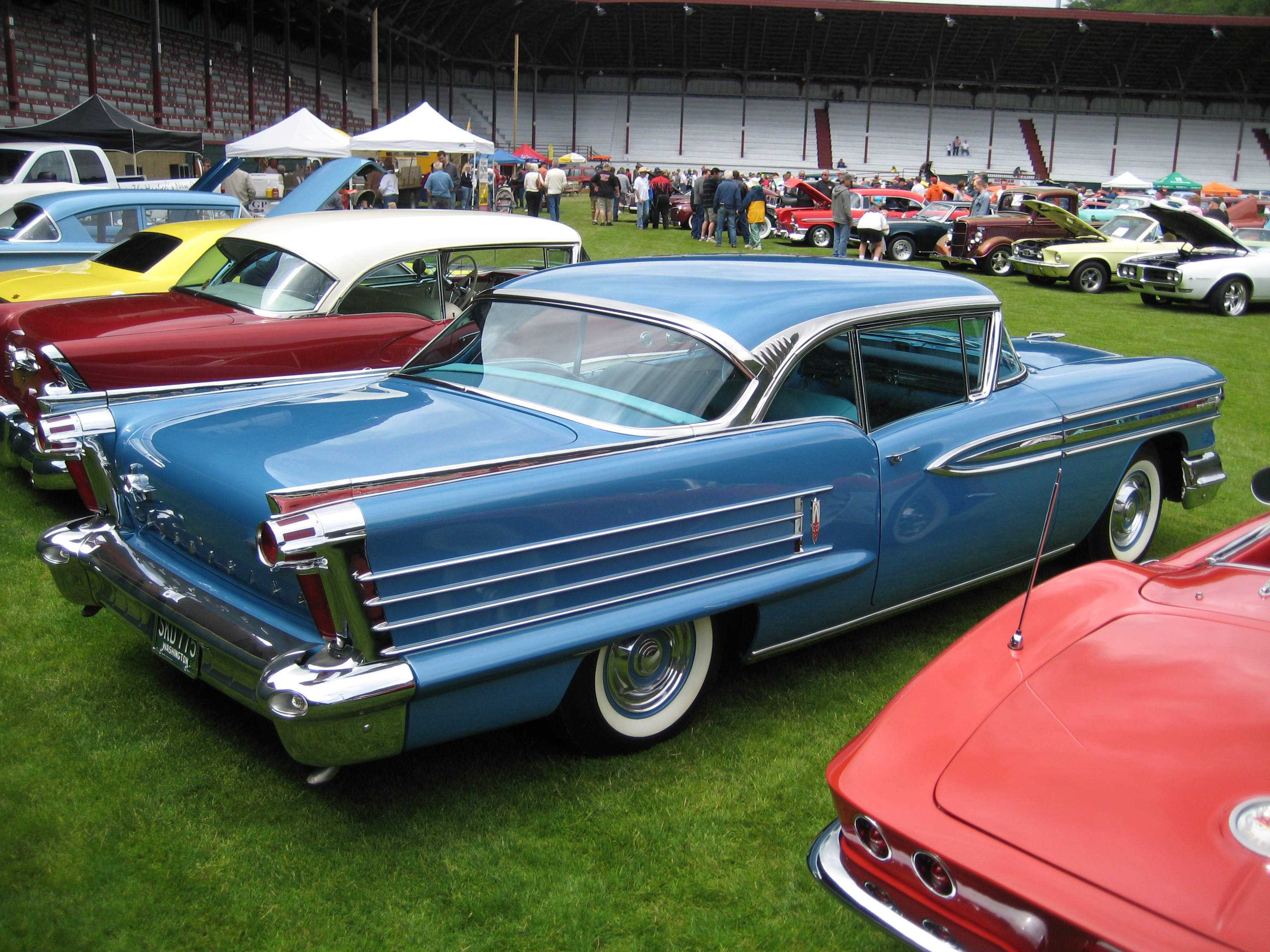
Ailerons d'un coupé Super 88.

## Galerie des générations

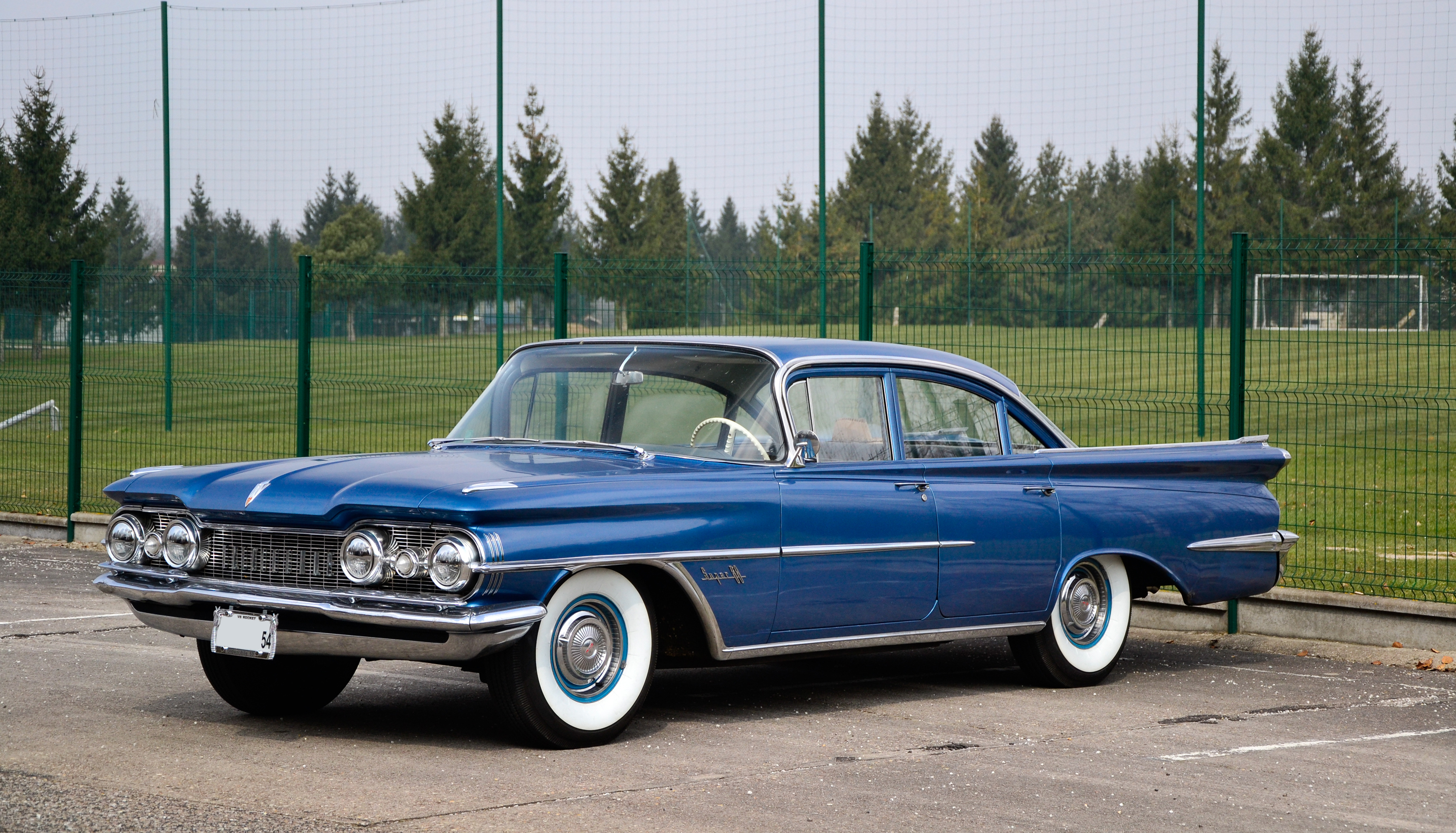
5e génération (1959–1960).
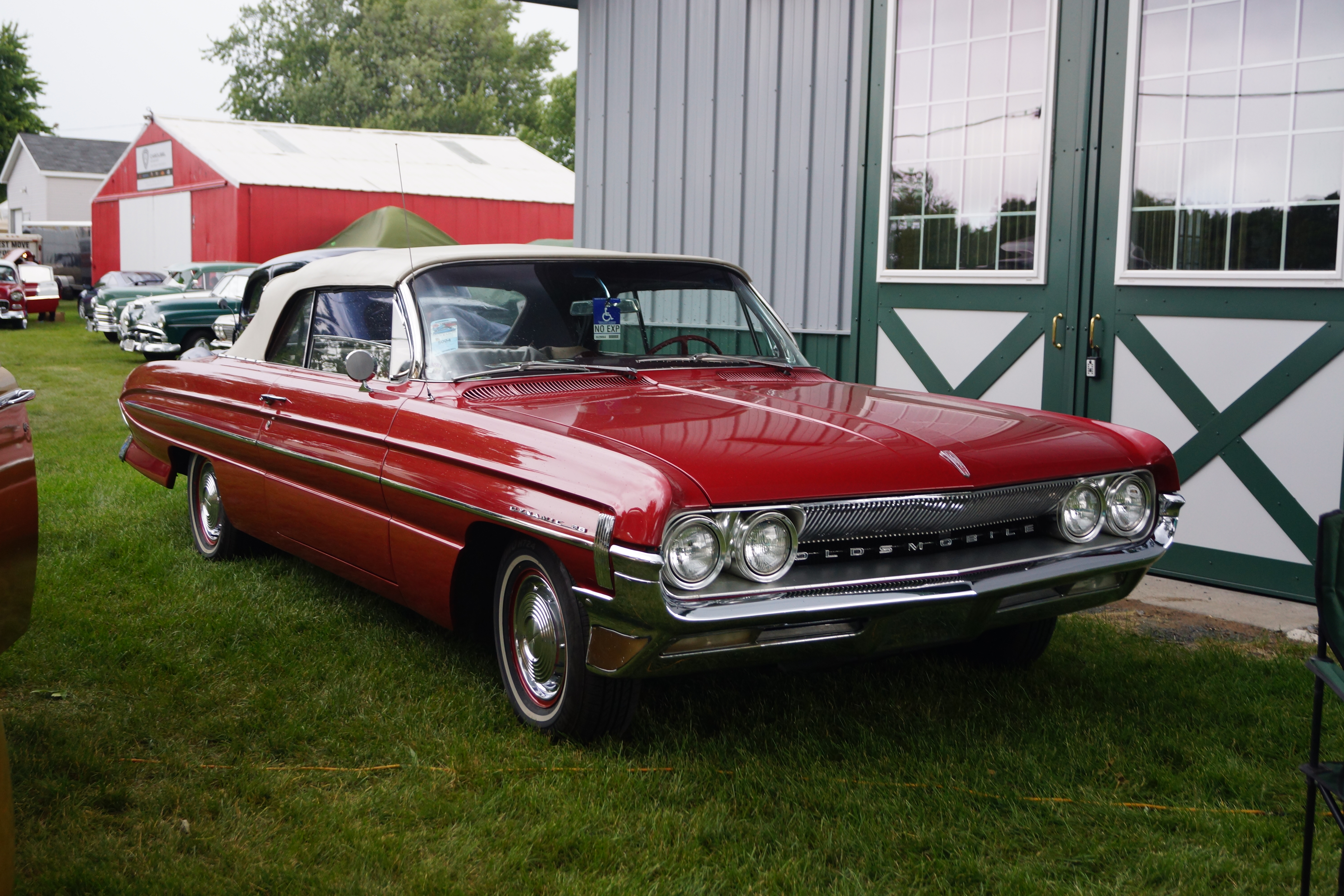
6e génération (1961–1964).
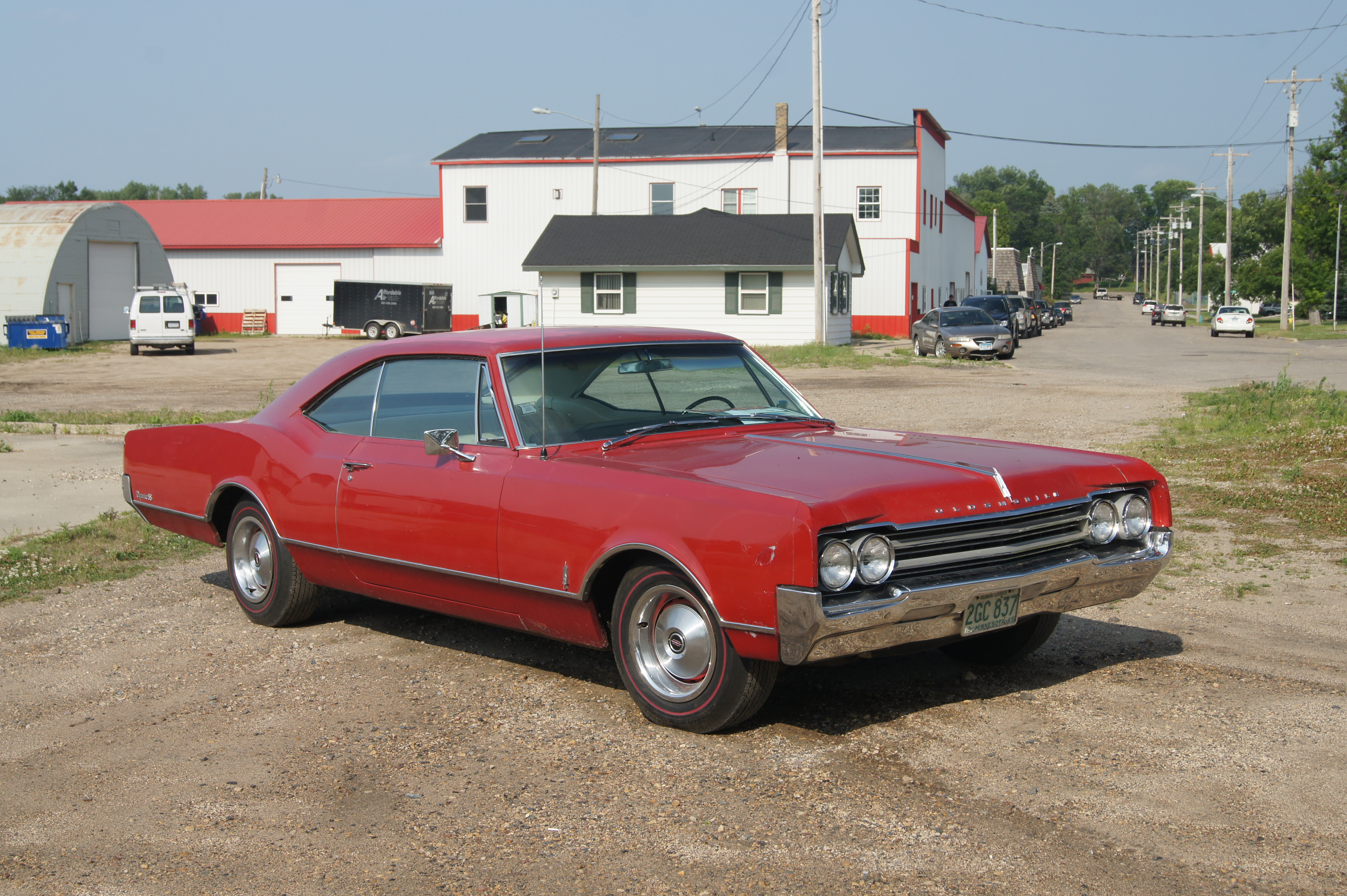
7e génération (1965–1970).
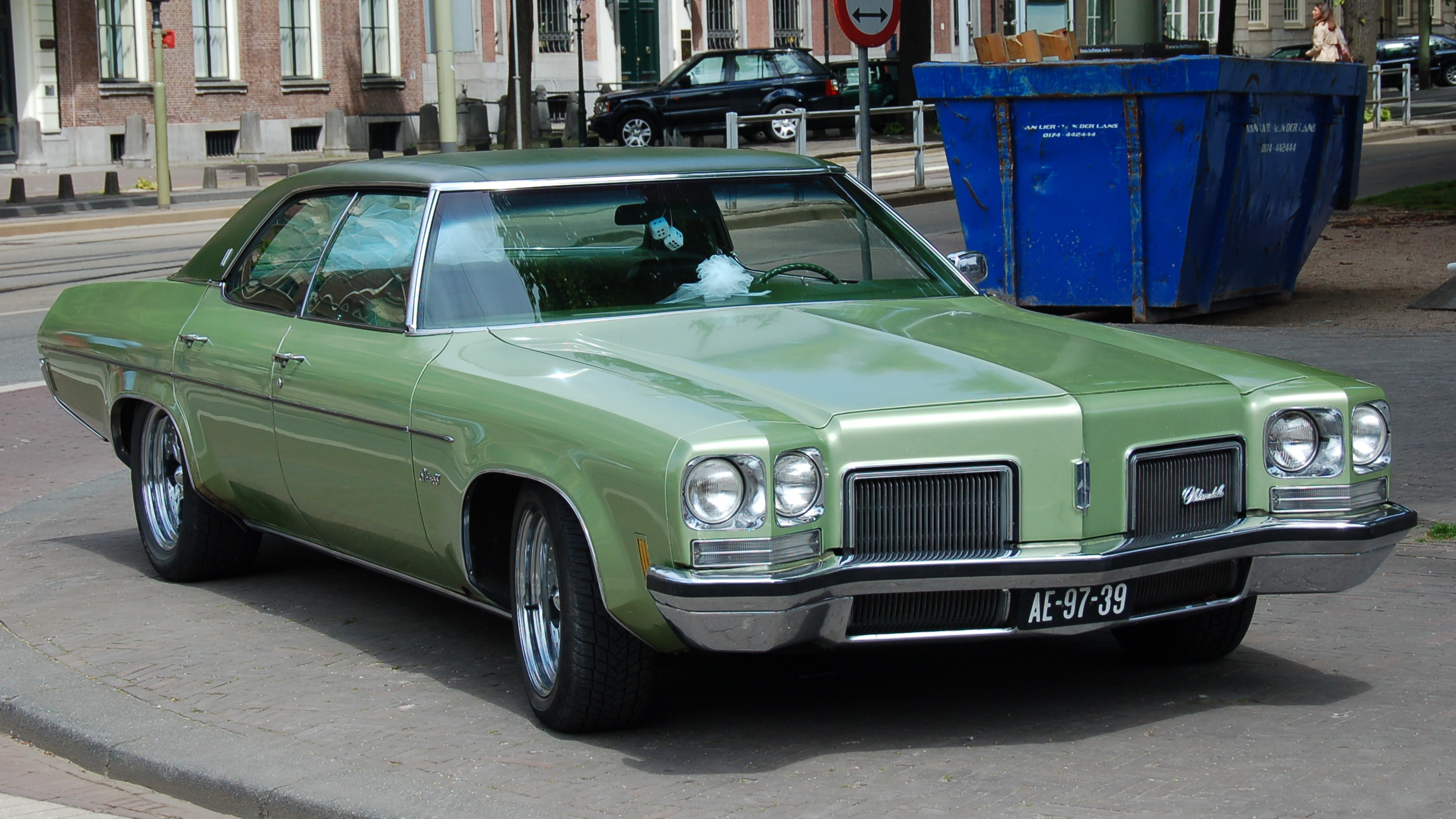
8e génération (1971–1976).
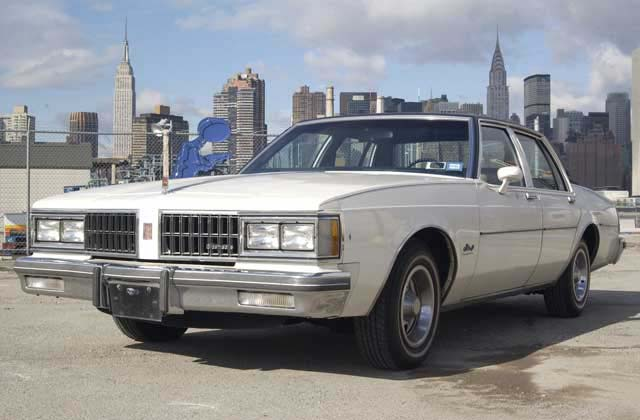
9e génération (1977–1985).
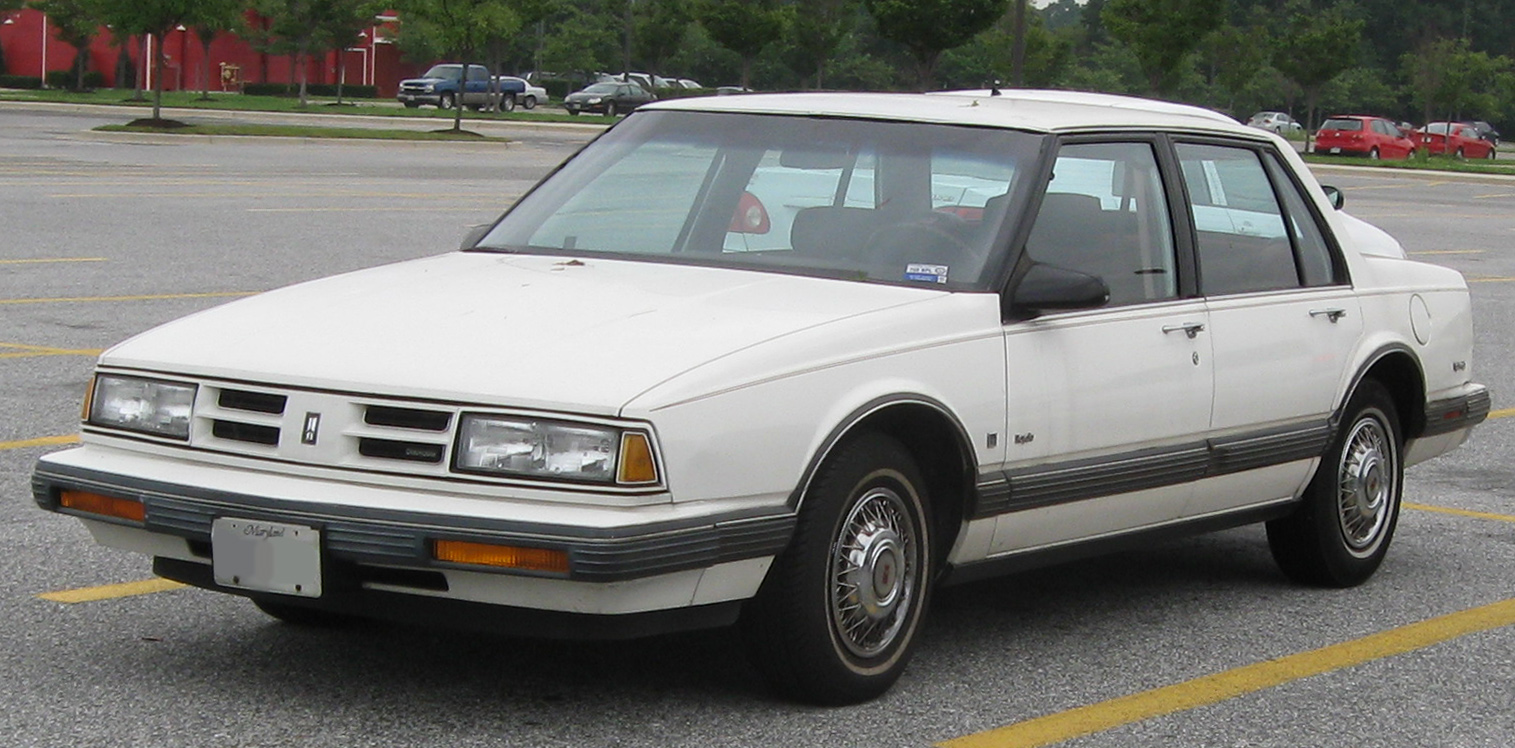
10e génération (1986–1991).
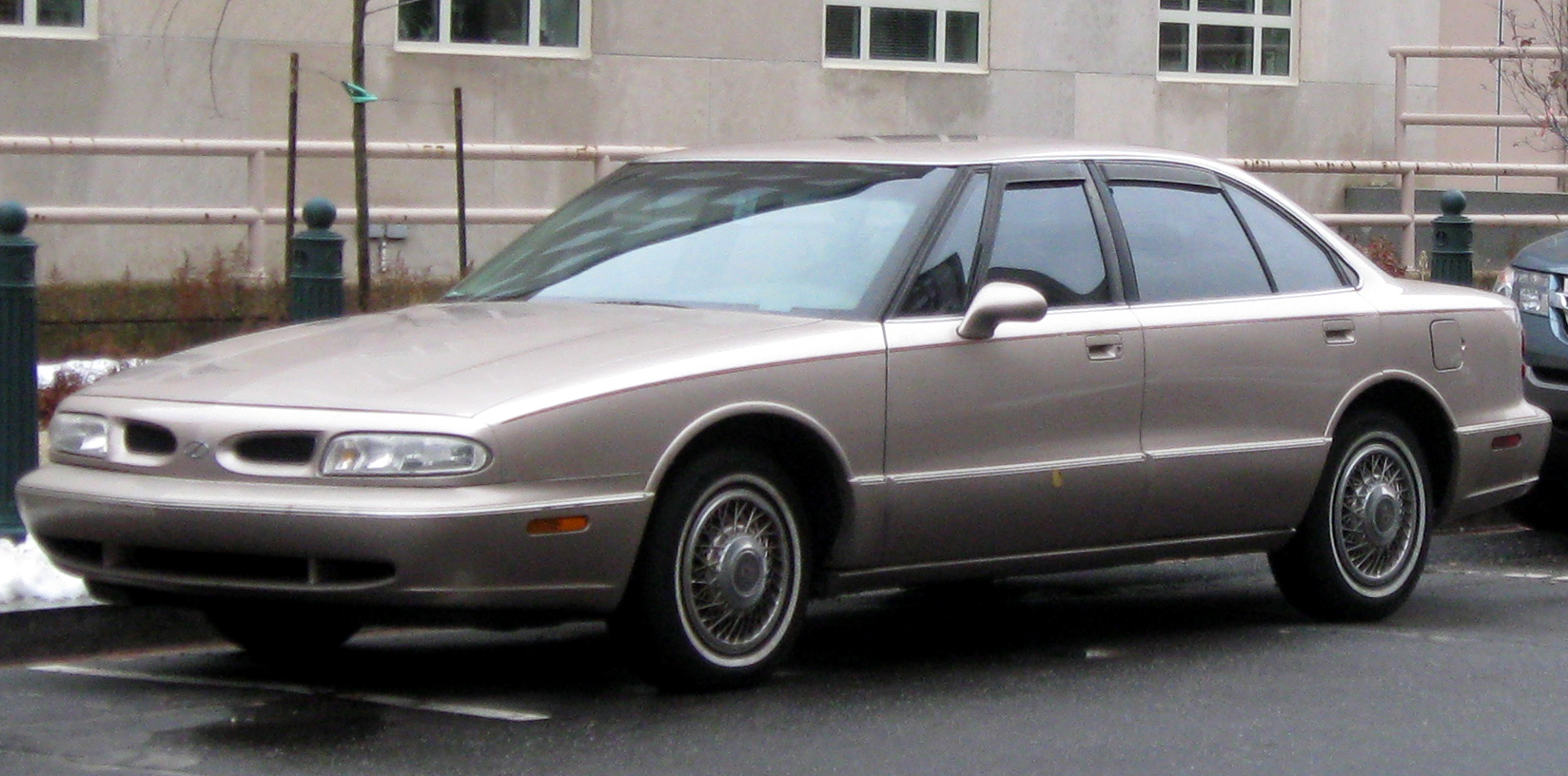
11e génération (1992–1999).